# 松尾大社

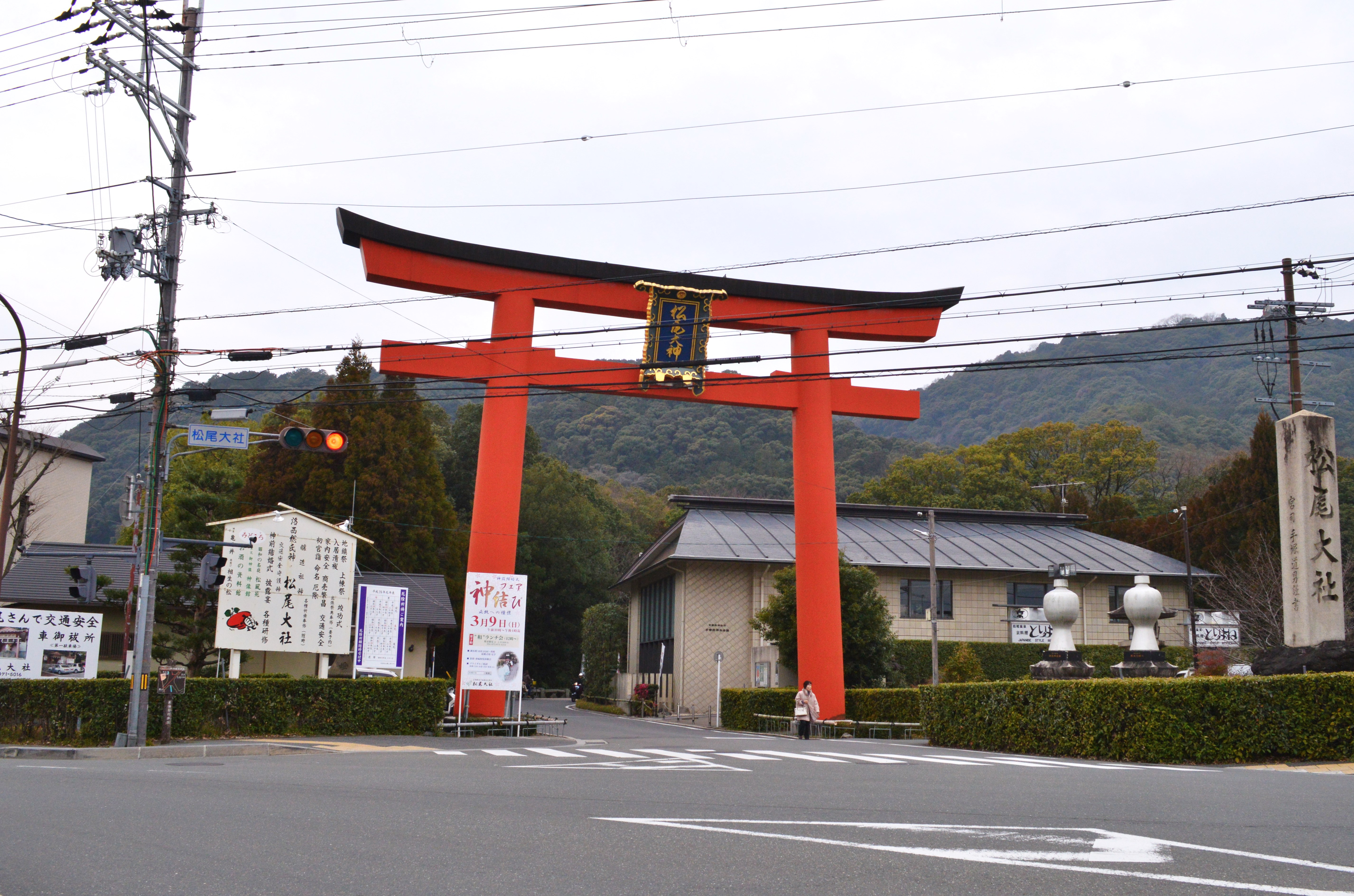
大鳥居

松尾大社（まつのおたいしゃ/まつおたいしゃ）は、京都市西京区嵐山宮町にある神社。式内社（名神大社）で、二十二社（上七社）の一社。旧社格は官幣大社で、現在は神社本庁の別表神社。

## 概要
京都盆地西部、四条通の西端に鎮座する。元来は松尾山（標高223メートル）に残る磐座での祭祀に始まるとされ、大宝元年（701年）に文武天皇の勅命を賜わった秦忌寸都理（はたのいみきとり）が勧請して社殿を設けたといわれる。その後も秦氏（はたうじ）により氏神として奉斎され、平安京遷都後は東の賀茂神社（賀茂別雷神社・賀茂御祖神社）とともに「東の厳神、西の猛霊」と並び称され、西の王城鎮護社に位置づけられた。中世以降は酒の神としても信仰され、現在においても醸造家からの信仰の篤い神社である。
境内は、神体の松尾山の麓に位置する。本殿は室町時代の造営で、全国でも類例の少ない両流造であり国の重要文化財に指定されている。また多くの神像を有することでも知られ、男神像2躯・女神像1躯の計3躯が国の重要文化財に、ほか16躯が京都府指定有形文化財に指定されている。そのほか、神使を亀と鯉とすることでも知られている。

## 社名
社名は、古くは『延喜式』神名帳に見えるように「松尾神社」と称された。現在に見る「松尾大社」と改称したのは、戦後の1950年（昭和25年）8月30日である。
「松尾」の読みは、公式には「まつのお」であるが、一般には「まつお」とも称されている。文献では『延喜式』金剛寺本、『枕草子』、『太平記』建武2年（1335年）正月16日合戦事条、『御湯殿上日記』明応8年（1499年）条等においていずれも「まつのお/まつのを」と訓が振られており、「の」を入れるのが古くからの読みとされる。

## 祭神
主祭神は次の2柱。
- 大山咋神（おおやまくいのかみ）
- 中津島姫命（なかつしまひめのみこと） - 市杵島姫命（いちきしまひめのみこと）の別名とする[1]。

『延喜式』神名帳において「松尾神社二座」と見えるように、松尾大社の祭神は古くから2柱とされた。

### 大山咋神について

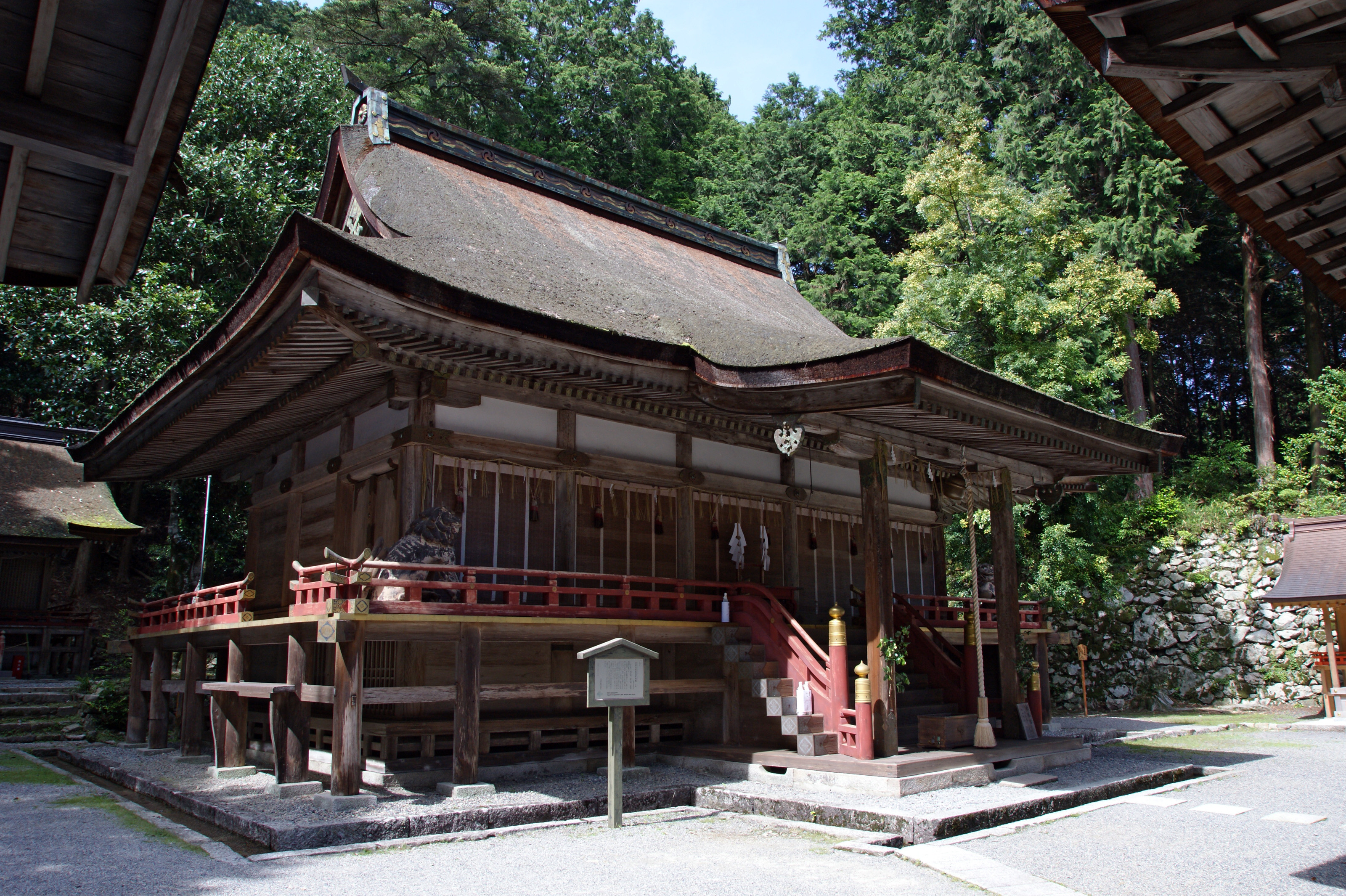
日吉大社（滋賀県大津市）大山咋神を祀る日吉大社東本宮。『古事記』によると、松尾・日吉には大山咋神が鎮座するという。

祭神2柱のうち大山咋神（おおやまくいのかみ）は、『古事記』（和銅5年（712年）成立）や『先代旧事本紀』において、大年神と天知迦流美豆比売（あめのかるみずひめ）の間の子であると記されるほか、
と記されており、比叡山の日吉大社（滋賀県大津市）の祭神と同じくする神である。神名の字義は定かでないが、「くい（咋）」を「杭・杙」と見て、山頂にあって境をなす神であるともいわれる。また、上記に見える「鳴鏑」に関連する伝承として、『本朝月令』所引の『秦氏本系帳』では、
と見える。このような神婚譚は、大神神社や賀茂別雷神社・賀茂御祖神社でも知られる。特に『山城国風土記』逸文に記される、賀茂建角身命の子の玉依日売が川上から流れてきた丹塗矢（ここでは乙訓郡の火雷神）により妊娠して賀茂別雷命を産んだという、賀茂県主氏の伝承との関連が指摘される。
上の記述では「鴨氏人は秦氏の聟（婿）」として秦氏と賀茂氏の関連が見えるが、両氏は平安京以前の京都盆地における2大氏族であり、秦氏の入植以前から賀茂氏は当地にあったと推測される。そして『秦氏本系帳』の神婚譚は、秦氏により賀茂氏の伝承が都合の良いように取り入れられたものといわれる。一方で、秦氏と賀茂氏とが姻戚関係により連携して祭祀を行なったことが伝承の背景にあるとの見方もある。なお賀茂氏と秦氏との関連性については、上記の丹塗矢伝承のほか、松尾祭・賀茂祭で「葵祭」と称して似た祭祀を行うこと、御阿礼神事を行うこと、斎王・斎子といった巫女による祭祀を行うこと等も併せて指摘される。

### 中津島姫命について

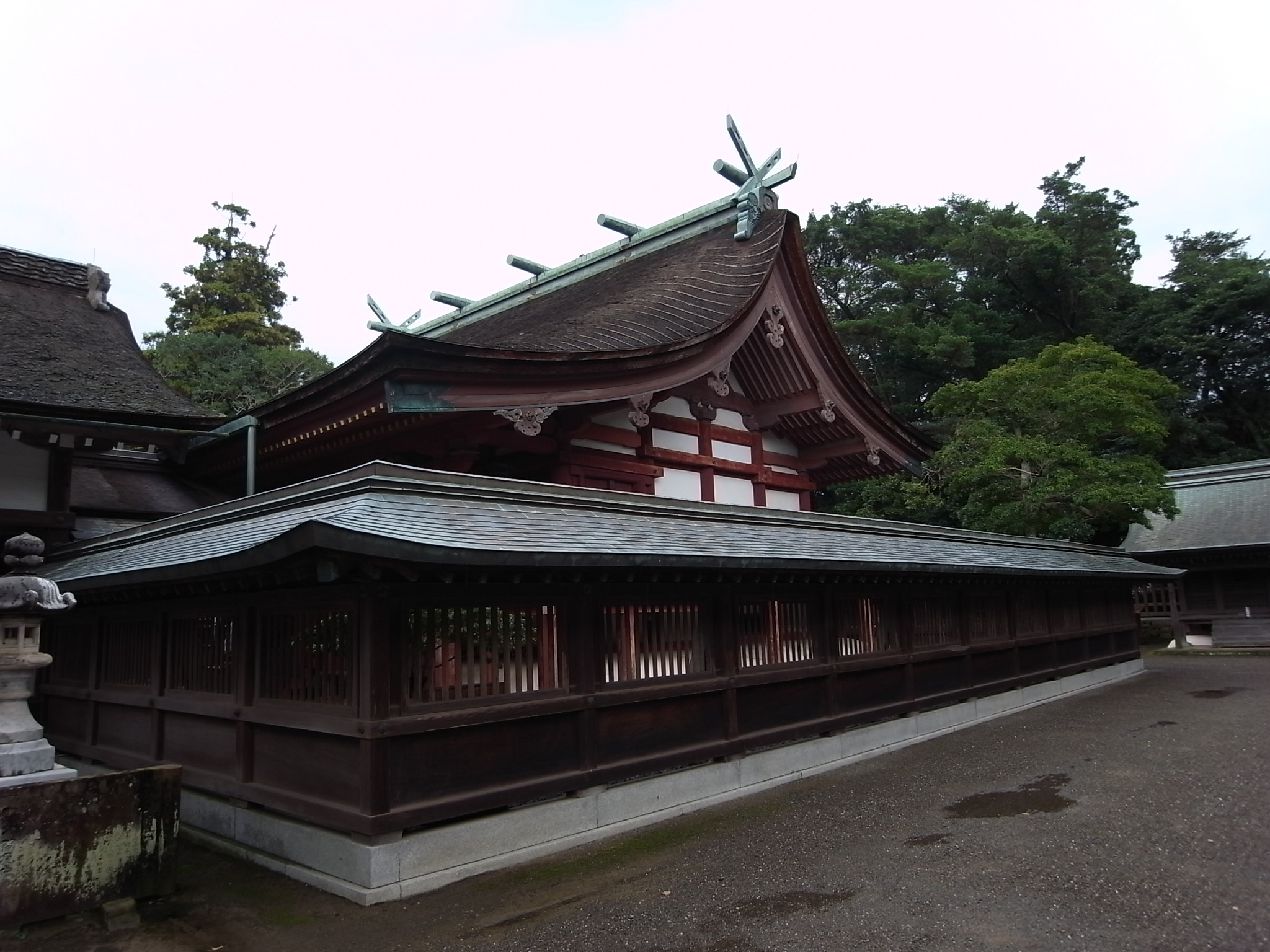
宗像大社（福岡県宗像市）『古事記』では中津宮に市杵島姫命が鎮座するといい、伝承に見える「中部大神」はこれにあてられる。

もう1柱の祭神である中津島姫命（なかつしまひめのみこと）は、宗像大社（福岡県宗像市）で祀られる宗像三女神の市杵島姫命の別名とされる。
『本朝月令』所引『秦氏本系帳』の別条では、
として、戊辰年（天智天皇7年（668年）か）に胸形（宗像）の中部大神（中都大神の誤写か）が「松埼日尾/日埼岑」に天降ったとする。この「松埼日尾」については京都市松ヶ崎説と松尾山頂説とがある。特に後者の説では、松尾山頂に残る磐座（御神蹟）の存在が指摘され、松尾大社側の伝承では中津島姫命はこの磐座に降臨したとしている。なお、上記伝承では大山咋神の記載は見えないことについて、大山咋神の鎮座は周知のことで記載の必要がなかったとも推測されるが、詳細は明らかでない。
この神が祀られた経緯は定かでないが、宗像の市杵島姫命が海上守護の性格を持つ神であることから、秦氏が大陸出身であることに由来するとする説がある。一方、『秦氏本系帳』において秦忌寸知麻留女が斎女として見えることから、巫女が松尾大社の祭祀主体であったとして、これに由来したと見る説もある。
深溝徳味は、『新撰姓氏録』右京神別に「宗形朝臣」と見えることや、『続日本後紀』承和6年（839年）9月23日条、『日本三代実録』貞観12年（870年）11月17日条などから、8世紀以前に後の平安京右京や左京北辺に宗像氏が秦氏と交錯して居住し，族神たる宗像神を中心として各地に集落を形成していたと指摘し、宗像女神の鎮座の背景として
- 秦氏が葛野に広がった際には既に移住した宗像氏によって宗像神が祀られており、葛野郡に大きな信仰勢力を持っていた。
- 秦氏は渡来人として大陸との交通に特殊な関係があったから、「道主貴」としての宗像神を篤く信奉していた。
- 『百錬抄』仁治2年（1241年）8月7日条などによれば、葛野郡にも宗像神社が存在したことが分かる上に、「山背国愛宕郡某郷計帳」からは、隣接する愛宕郡にも宗方君が居住していたことが確認できる。
- 元来宗像社・宗像氏には、新羅との交流を媒介して秦氏との密接な関係が認められるため、市杵嶋姫命の松尾鎮座にも、宗像氏が何らかの形で関与していた可能性がある。

からであると考察した。しかし、北條勝貴は、松尾大社の場合、大山咋神との合祀や，三女神ではなく市杵嶋姫命単独の鎮座である点などにおいて、他の宗像社と異なる性質を有していることは明らかであると指摘した。
大和岩雄は、月読神社の奉祀氏族・壱岐氏に注目してこの問題を説明されている。この説によると、
- 欽明朝から敏達朝の頃に中央へ祭官として出仕した同氏が、月読神社を祭るとともに宗像神をも勧請し、日埼岑の磐座へ鎮座させた。
- しかし大宝元年（701年）に至り、大宝律令施行に伴う神祇政策として，神祇伯・中臣意美麻呂の意向に基づき秦都理が社殿を整備、その後は壱岐氏に替わり秦氏が祭祀を担当することになった。

という。しかしこの論では、壱岐氏が月読神社の他に宗像神を勧請せねばならなかった必然性が不明で、しかも大山咋神の存在が全く考慮されていない上に、秦氏による奉祀の主体的理由については一切言及されておらず、単に政府の命令に従ったからということになり，秦氏自身と宗像氏との密接な関係からしても矛盾点が多い。

## 特徴

### 秦氏による奉斎

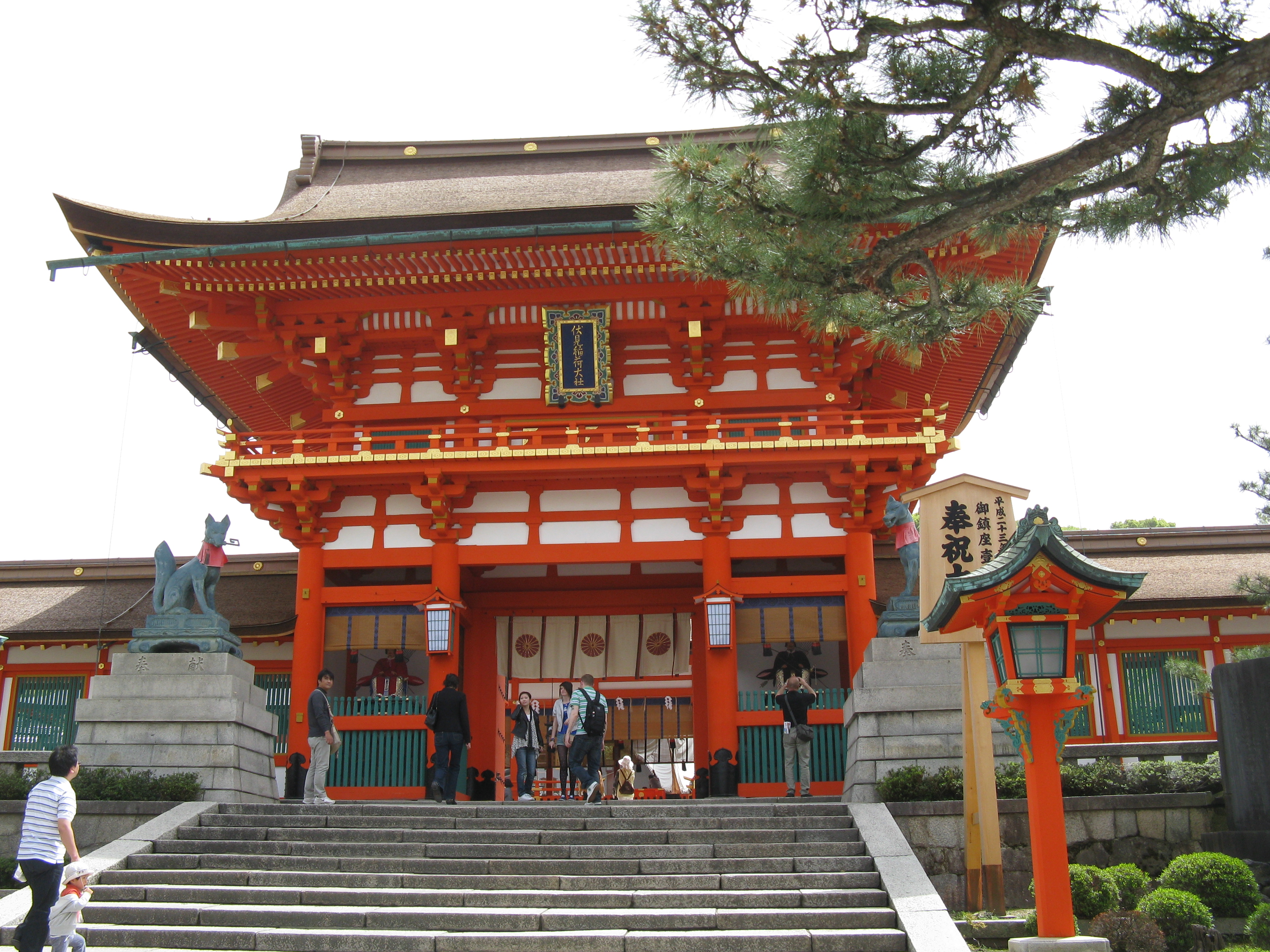
伏見稲荷大社（京都市伏見区）松尾大社同様、秦氏の奉斎社として知られる。

松尾大社は、古代から渡来系氏族の秦氏（はたうじ）に奉斎されたことで知られる。秦氏は、秦王朝の始皇帝の後裔とする弓月君の子孫を称したことから「秦」を名乗った氏族であり、同じく漢王朝の遺民を称した漢氏（あやうじ）とともに渡来系氏族を代表する氏族である。同じ渡来系の漢氏が陶部・鞍作部・工人等の技術者集団から成ったのに対して、秦氏は倭人系の集団を含んだともいわれる秦人部・秦部等の農民集団で構成されていたことから、古代日本において最も多い人口と広い分布を誇ったといわれる。
秦氏発展の経緯として、『新撰姓氏録』によるとまず秦氏は大和国の葛城に定住したという。その真偽は明らかでないが、5世紀後半から末頃になると山背地方（のちの山城国）に本拠を置いたとされ、以後は山背地方で経済基盤を築き、これが長岡京遷都・平安京遷都の背景にもなった。山背地方のうち特に重要地とされたのが紀伊郡深草と葛野郡嵯峨野であり、紀伊郡の側では現在も氏社として伏見稲荷大社（京都市伏見区）が知られる。葛野郡の側では桂川の葛野大堰に代表される治水事業によって開発がなされ、現在も一帯には氏社として松尾大社のほか木嶋坐天照御魂神社・大酒神社、氏寺として広隆寺が残る。秦氏に関する文献は少ないため上に挙げた神社同士の関係は明らかでないが、松尾大社はそれらのうちで最も神階が高く、秦氏のゆかりとして第一に挙げられる神社になる。
なお、前述のように松尾大社祭神の大山咋神・中津島姫命はそれぞれ日吉大社・宗像大社と結びつく神で、元々は秦氏特有の神ではなかった（他氏の神の勧請）とされる。加えて、祭神が秦氏特有でないのは伏見稲荷大社・木嶋坐天照御魂神社も同様で、いずれの社でも秦氏が入植の際に入植以前の祭祀を継承するか、あるいは他地域の有名な神を勧請する形を採ったためと見られている。このように在地神を尊重・継承する傾向は、秦氏の祭祀姿勢の特徴に挙げられる。

### 酒神としての信仰

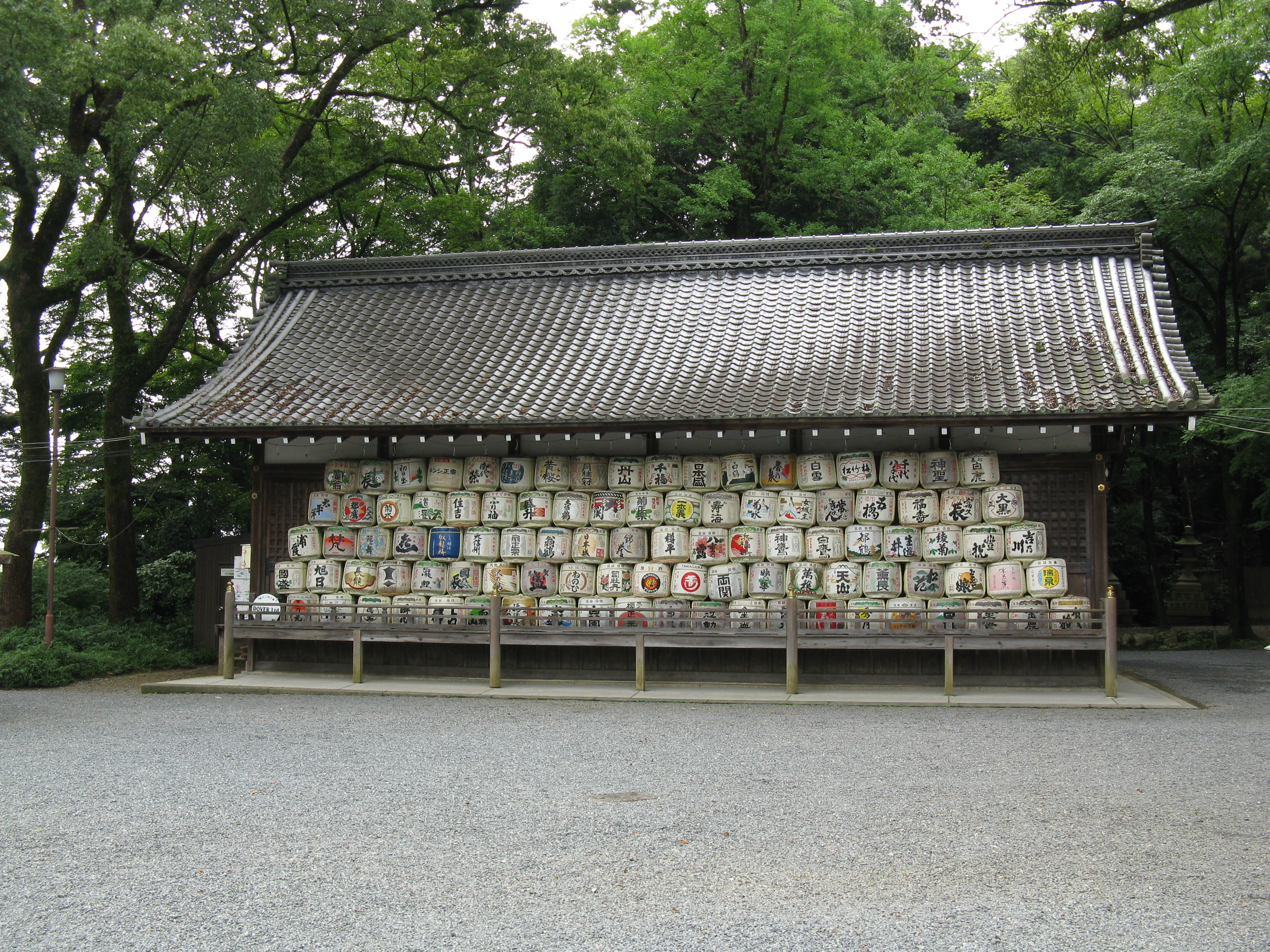
神輿庫松尾大社に奉納された多くの酒樽が並ぶ。

狂言「福の神」によると、松尾神は「神々の酒奉行である」とされ、現在も神事に狂言「福の神」が奉納されるほか、酒神として酒造関係者の信仰を集める。その信仰の篤さは神輿庫に積み上げられた、奉納の菰樽の山に顕著である。松尾神を酒神とする信仰の起源は明らかでなく、松尾大社側の由緒では渡来系氏族の秦氏が酒造技術に優れたことに由来するとし、『日本書紀』雄略天皇紀に見える「秦酒公」との関連を指摘する。しかし、酒神とする確実な史料は上記の中世後期頃成立の狂言「福の神」まで下るため、実際のこの神格の形成を中世以降とする説もある。それ以降は貞享元年（1684年）成立の『雍州府志』、井原西鶴の『西鶴織留』に記述が見える。社伝では社殿背後にある霊泉「亀の井」の水を酒に混ぜると腐敗しないといい、醸造家がこれを持ち帰る風習が残っている。

## 歴史

### 創建

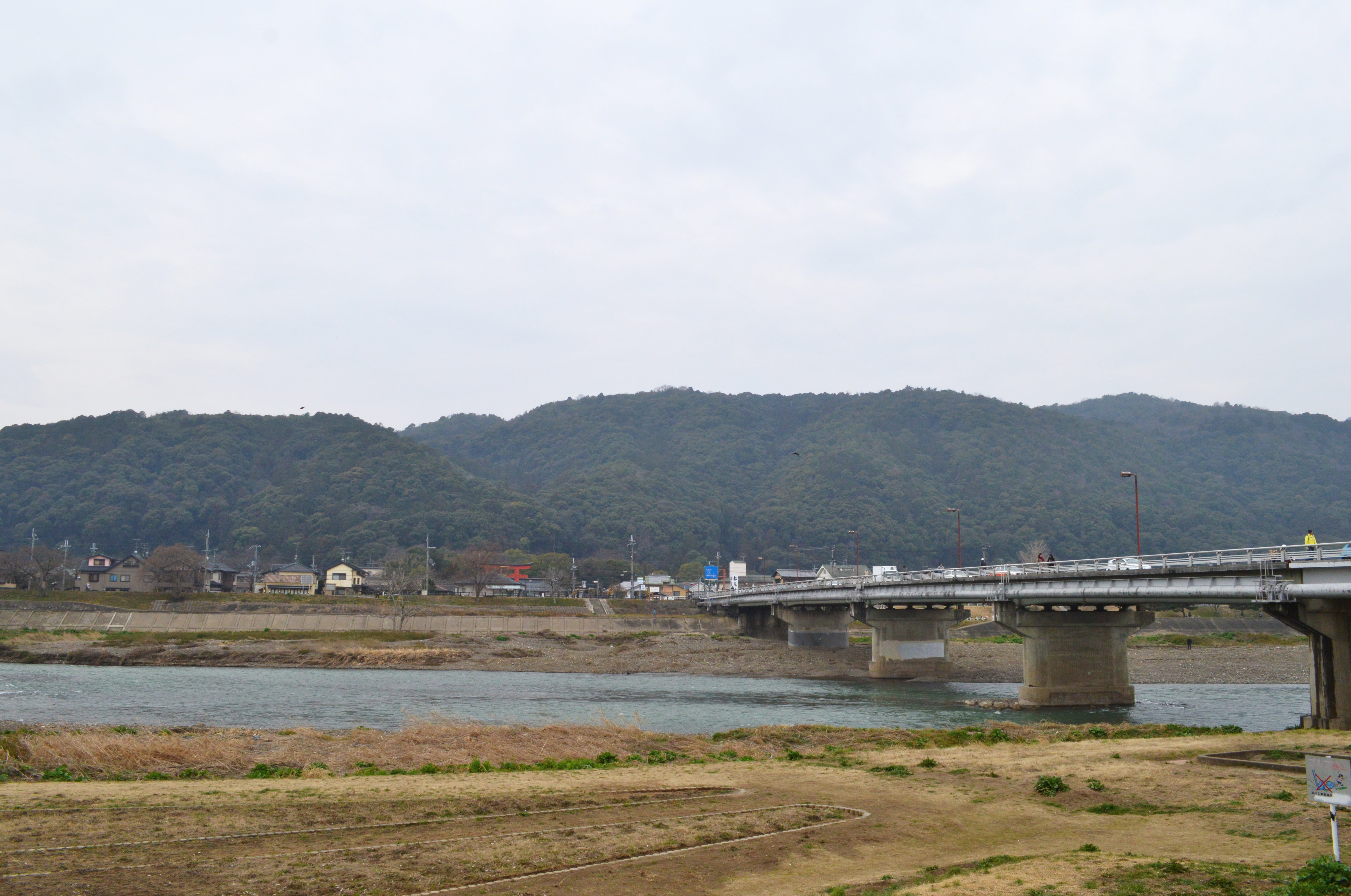
松尾山 遠景松尾山の山頂付近には「御神蹟」と称する磐座が残る。

上古には松尾山頂の磐座（御神蹟）で祭祀が行われたといわれるが、『秦氏本系帳』では、大宝元年（701年）に勅命によって秦都理（とり）が現在地に社殿を造営し、松尾山の磐座から神霊を同地へ移したのが創建になるという。また秦忌寸知麻留女（ちまるめ）が斎女として奉仕し、さらに養老2年（718年）に知麻留女の子の秦忌寸都駕布（つがふ）が初めて祝（神職）を務めたといい、以後はその子孫が代々奉斎するとする。
社殿創建以前の祭祀については、未だ明らかではない。前述（祭神節）のように松尾大社に関する古い伝承には、大山咋神が鎮座するという『古事記』の伝承、宗像の中部大神（中津島姫命）が鎮座するという『秦氏本系帳』の伝承、秦氏に加えて賀茂氏も創立に関与したとする『秦氏本系帳』の別伝承の3種類が存在するが、これらの解釈には不明な点が多い。また、大宝元年（701年）に社殿が造営されたとする記事は『伊呂波字類抄』（平安時代末頃）にも確認されるが、『続日本紀』の同年記事に山背国葛野郡の月読神・樺井神・木島神・波都賀志神等の神稲を中臣氏に給すると見えることから、松尾大社の祭祀についても中臣氏の神祇政策が背景にあると指摘される。
なお、社殿を現在地に定めた理由も定かでないが、2014年（平成26年）3月に本殿背後の樹木を伐採した際に巨大な岩肌があらわとなったことから、松尾山頂の磐座での祭祀にならってこの巨岩のそばで祭祀を行うことを志向したとする説が挙げられている。

### 概史

#### 古代
| 神階     | 松尾神 | 稲荷神 |
| -------- | ------ | ------ |
| 従五位下 | 784年  | 827年  |
| 従四位下 | 786年  | 844年  |
| 従四位上 | --     | 850年  |
| 正四位下 | 845年  | 857年  |
| 正四位上 | --     | 859年  |
| 従三位   | 847年  | 874年  |
| 正二位   | 852年  | --     |
| 従一位   | 859年  | 940年  |
| 正一位   | 866年  | 1081年 |

創建後の伝承として、『江家次第』によれば天平2年（720年）に「大社」の称号が許されたという。
国史では延暦3年（784年）に桓武天皇が長岡京遷都を当社と乙訓神に報告し、その際に両神に従五位下の神階が叙せられている。延暦5年（786年）には従四位下に昇叙された。
平安京遷都後も松尾社に対する朝廷の崇敬は続き、国史では神階が貞観8年（866年）に正一位勲二等まで昇叙された記事が見え、『本朝月令』ではのちに正一位勲一等の極位に達したとする。同じ秦氏奉斎社としては稲荷神社（現・伏見稲荷大社）も知られるが、松尾社は稲荷社よりも220年ほど早く正一位に達した（表参照）。
延長5年（927年）成立の『延喜式』神名帳では山城国葛野郡に「松尾神社二座 並名神大 月次相嘗新嘗」として、二座が名神大社に列するとともに月次祭・相嘗祭・新嘗祭で幣帛に預かった旨が記載されている。『二十二社註式』によれば、平安時代中期には二十二社の1つとして上七社の中でも特に4番目に列している。また平安期には、寛弘元年（1004年）の一条天皇の参拝をはじめとして、後一条・後朱雀・後三条・堀河・崇徳・近衛・後鳥羽・順徳ら各天皇から10度にも及ぶ参拝があり、その際には神宝奉納や祈願があったことが国史に記載されている。

#### 中世から近世
松尾大社には古代から社領の寄進が多く、これらの社領は中世に入って荘園化した。文書では山城国を中心として遠くは遠江国・越中国・伯耆国まで及ぶ荘園を有していた様子が見える（社領節参照）。また南北朝時代には、室町幕府から社殿造替の料所として山城1国の棟別銭と葛野1郡の段銭の宛行いを受けた。
永禄11年（1568年）の織田信長入京後は、社領を一旦は足利義昭近習の上野秀政に預けられたが、元亀3年（1572年）に還付された。天正3年（1575年）には山城国奉行の細川藤孝から年貢が安堵されている。豊臣秀吉の治世下においても、淀城主の杉原家次から社領等を安堵されていたが、蔵入地設定に際して得分権は限定された。江戸時代には江戸幕府から計1,078石の朱印地が安堵された。

#### 近代以降
明治維新後は、1871年（明治4年）5月14日に近代社格制度において「松尾神社」として官幣大社に列した。
太平洋戦争後の1948年（昭和23年）に神社本庁の別表神社に加列されている。
1950年（昭和25年）8月30日に社名を現在の「松尾大社」に改称した。現在の氏子区域は右京区・西京区・下京区を主とした一帯で、京都市街地の3分の1を占め、戸数は4万戸ともいわれる。

### 神階
六国史時代における「松尾神」に対する神階奉叙の記録。
- 延暦3年（784年）11月20日、従五位下 （『続日本紀』）[原 8]
- 延暦5年（786年）12月26日、従五位下から従四位下 （『続日本紀』）[原 9]
- 延暦13年（794年）10月28日、加階 （『日本紀略』）[原 11]
- 承和12年（845年）5月24日、従四位上勲二等から正四位下勲二等 （『続日本後紀』）[原 12]
- 承和14年（847年）7月26日、正四位下勲二等から従三位勲二等 （『続日本後紀』）[原 13]
- 嘉祥2年（849年）2月7日、従三位 （『続日本後紀』）[原 14]
- 仁寿2年（852年）5月8日、正二位 （『日本文徳天皇実録』）[原 15]
- 貞観元年（859年）1月27日、正二位勲二等から従一位勲二等 （『日本三代実録』）[原 16]
- 貞観8年（866年）11月20日、従一位勲二等から正一位勲二等 （『日本三代実録』）[原 10]
- 元慶5年（881年）頃か、正一位勲一等 （『本朝月令』所引『秦氏本系帳』[注 2]）[原 5] - 表記は「松尾大神御社」。

### 神職
松尾大社の社家は、古くから秦氏（はたうじ）が担うとされる。『本朝月令』所引の『秦氏本系帳』によれば、大宝元年（701年）に秦忌寸都理（とり）が社殿を初めて営んだのち、養老2年（718年）に秦忌寸都駕布（つがふ）が初めて祝（ほうり：神官）を務め、以後子孫が代々奉斎したという。
中世には、神主の東家や正禰宜の南家が秦姓を名乗っている。しかし社務の実権は摂社月読社の中臣系の壱岐氏（のち松室氏）が掌握して、同氏が松尾社の祠官も兼帯したとされる。近世を通じて神職は33家、神宮寺社僧は10数人にも及び、筆頭神主の秦氏は累代三位に叙せられたというが、詳細は明らかでない。

### 社領
松尾大社の社領に関して『新抄格勅符抄』によれば、神護景雲元年（767年）に山城国において2戸、神護景雲3年（769年）に因幡国において2戸の計4戸の神封があり、のち両国において各5戸が新封されている。また文献によれば、貞観7年（865年）には新たに神田5段とともに山城国の愛宕・紀伊・乙訓・葛野の各郡から得度除帳田が宛てがわれた。貞観9年（867年）には神戸2戸が追封され、天永元年（1110年）には摂政藤原忠実から尾張・備前両国から各5烟の寄進を受けている。
以上に見える神戸はのちに荘園として発達し、中世以降の松尾大社の荘園としては山城国菱川荘・丹波国雀部荘・丹波国桑田荘・遠江国池田荘・越中国松永荘・摂津国山本荘・伯耆国東郷荘等が文書に見える。なお、そのうち東郷荘については、荘園の下地中分を示す絵図として代表的な「伯耆国東郷荘下地中分絵図」が松尾大社に伝えられていた（現在は個人所蔵）。
近世には、江戸幕府から山城国葛野郡谷山田において933石、西七条（御旅所）において145石の都合1,078石が安堵された。

## 境内
境内は松尾山の東山麓に位置する。古代には松尾山頂の磐座で祭祀が行われたが、大宝元年（701年）に現在地に遷座したとされる。現在の境内面積は約12万坪で、全域が風致地区に指定されている。
松尾大社本殿裏の社叢は、京都市内周辺の極相林と考えられる照葉樹林で、社叢内の沢筋を中心として、カギカズラが野生している。この種が分布するのは、亜熱帯から暖温帯にかけてであり、代表的な南方系植物といえる。日本では九州、四国、中国南部、近畿南部のほか千葉県下にも分布が見られるが、気象条件から、この植生が分布の北限と考えられ、植物地理学上、価値が高いため「松尾大社のカギカズラ野生地」として京都市の天然記念物に指定されている。カギカズラは鎮痙剤や鎮痛剤など、薬用としても利用される。
そのほか、境内入り口には京都府神社庁がある。
1983年（昭和58年）の亥年から、毎年、松尾大社と親交のある事業者団体「松尾会」によって巨大絵馬が奉納されている。版画家の井堂雅夫の原画による干支絵馬を大型化した京都で唯一とされる大型絵馬（高さ3.2メートル、横幅5.5メートル、厚さ15センチメートル、総重量約90キログラム）で、京都の神社の迎春準備としては最も早い11月下旬ごろに掲出が始まり3月末ごろまで設置されている。

### 社殿

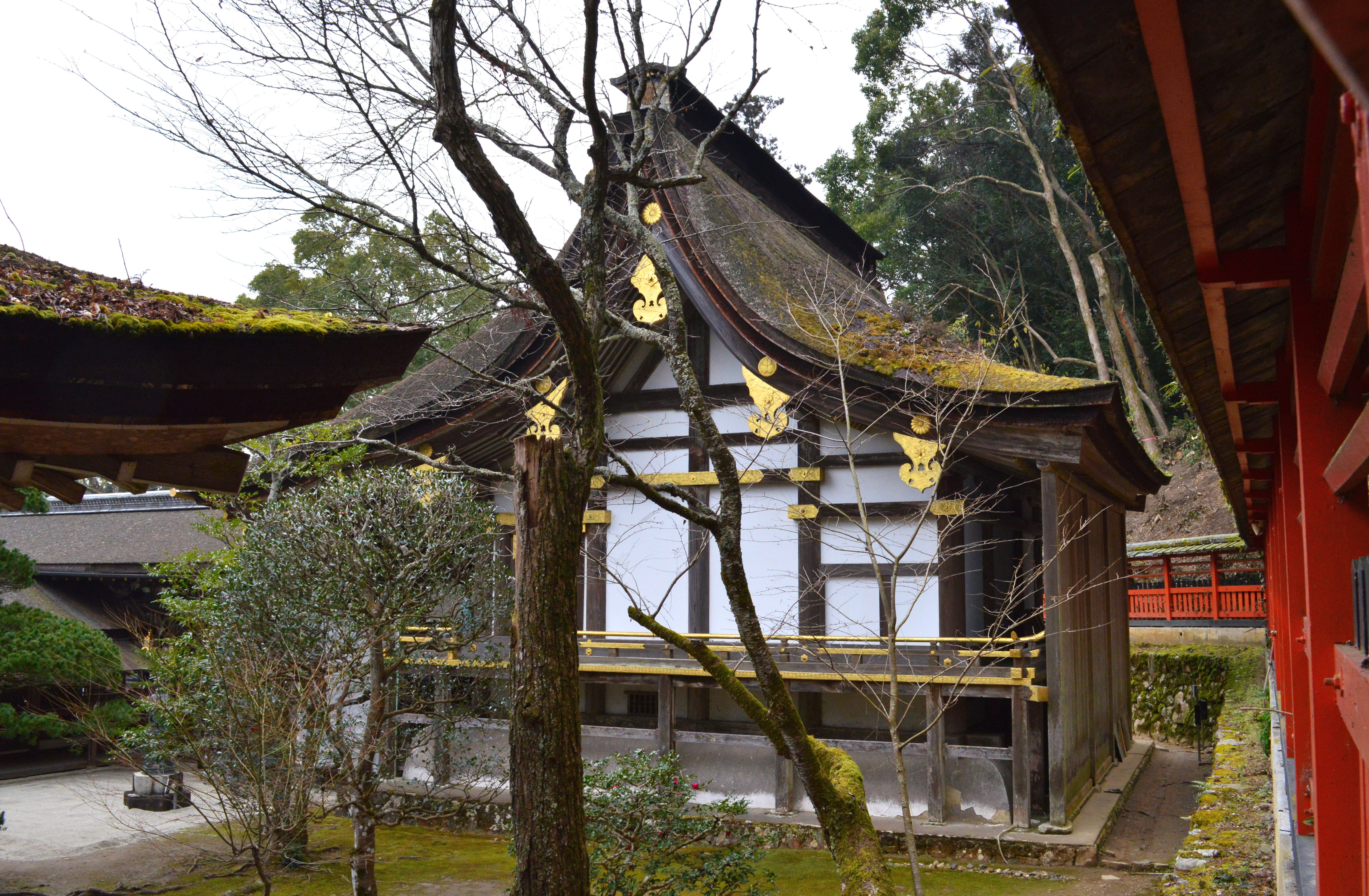
本殿（国の重要文化財）類例の少ない両流造で「松尾造」とも称される。

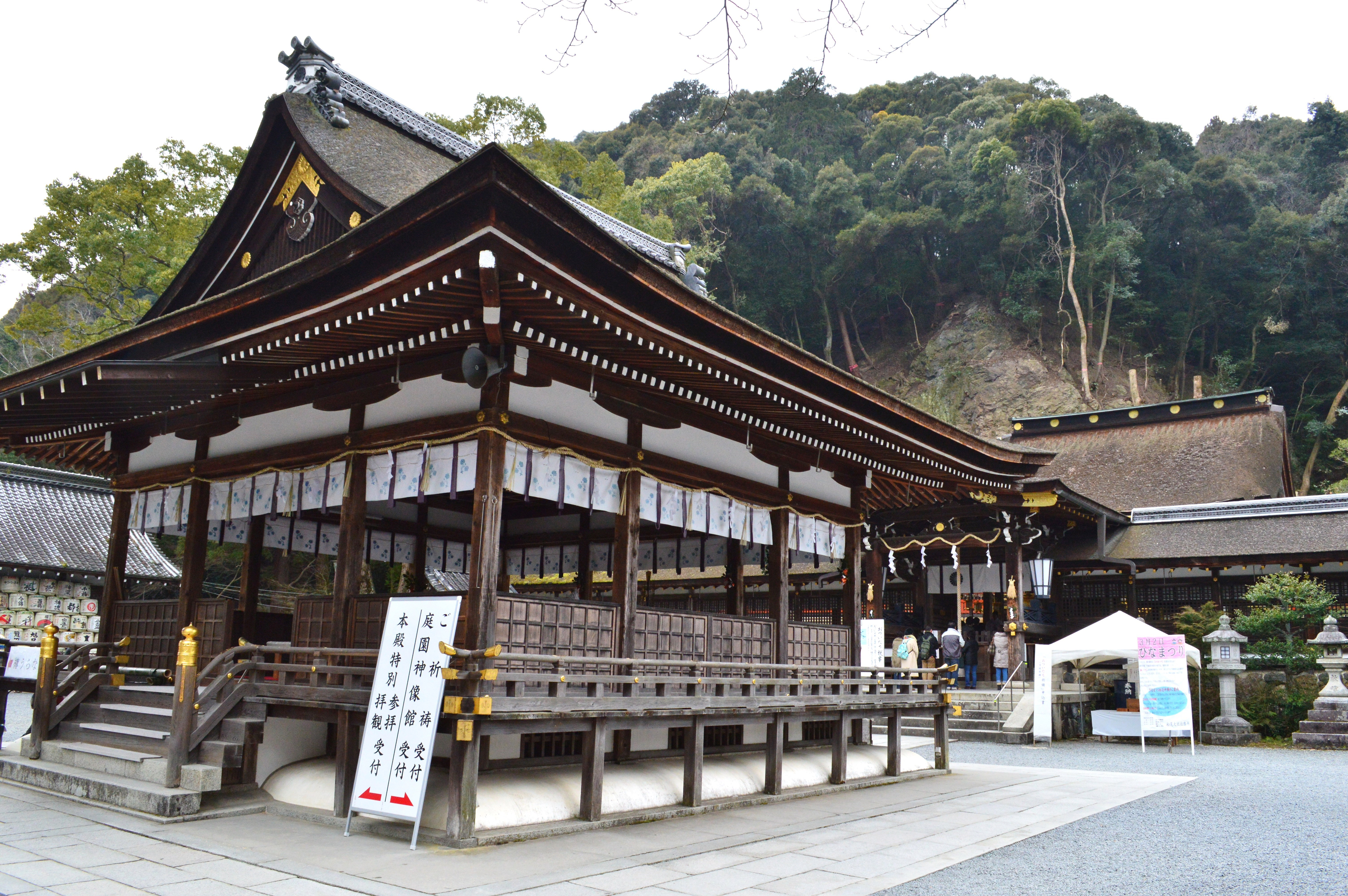
拝殿（手前）と中門・本殿（右奥）

本殿は、弘安8年（1285年）の焼失を受けて室町時代初期の応永4年（1397年）に再建されたのち、天文11年（1542年）に大改修されたものになる。部材のほとんどは天文11年のものであるため、現在の文化財に関する公式資料では天文11年の造営とされている。形式は桁行三間・梁間四間、一重、檜皮葺。屋根は側面から見ると前後同じ長さに流れており、この形式は「両流造」とも「松尾造」とも称される独特のものである。本殿は東面しており、彫刻や文様など随所には室町時代の特色が表れている。天文の大改修後は嘉永4年（1851年）、大正13年（1924年）に大修理が加えられ、昭和46年（1971年）に屋根葺き替え等の修理が行われた。この本殿は国の重要文化財に指定されている。
本殿の北側には、本殿と並ぶ形で神庫が建てられている。この神庫は縦二間・横三間、校倉造で、檜皮葺。室町時代初期の「近郷図」ではこの場所に仮殿が見えるが、元禄・寛政期の絵図では代わって神輿庫が見える。その神輿庫は文久3年（1863年）に拝殿南側の現在地に移築され、さらに代わって建てられたのがこの神庫になる。
本殿には向拝を接して釣殿（つりどの）が接続しており、その釣殿の東に接して回廊が南北に延び、本殿と神庫を囲む。この回廊には3つの門が開かれており、中央の本殿正面にあたる門は「中門」、北の門は「北清門」、南の門は「南清門」と称される。回廊は板敷で、釣殿・回廊・門の屋根はいずれも檜皮葺である。なお、これらのうち釣殿は「近郷図」には見えない。以上の建物は嘉永4年（1851年）の改築になる。また回廊の右手奥には神饌所があり、献上される神饌はここで調理される。
中門正面にある拝殿は入母屋造で、檜皮葺。広場の中央に位置し、大祓式のほか各種神事で使用される。この拝殿は、元禄・寛政期の絵図でも同一の様式で描かれている。また、表参道に建つ楼門は桁行（間口）三間・梁間（奥行）二間の三間一戸楼門で、屋根は入母屋造檜皮葺。寛文7年（1667年）に棟上げされた。高さ約11メートルで大規模なもので、華美な装飾はなく和様系で古式の楼門である。
境内入り口にある鳥居は、有栖川宮幟仁親王の筆になる額「松尾大神」を掲げる。鳥居には「脇勧請（わきかんじょう）」と呼ばれる榊の小枝の束12本が下げられているが、これは鳥居の原始形式を示すものと伝える。

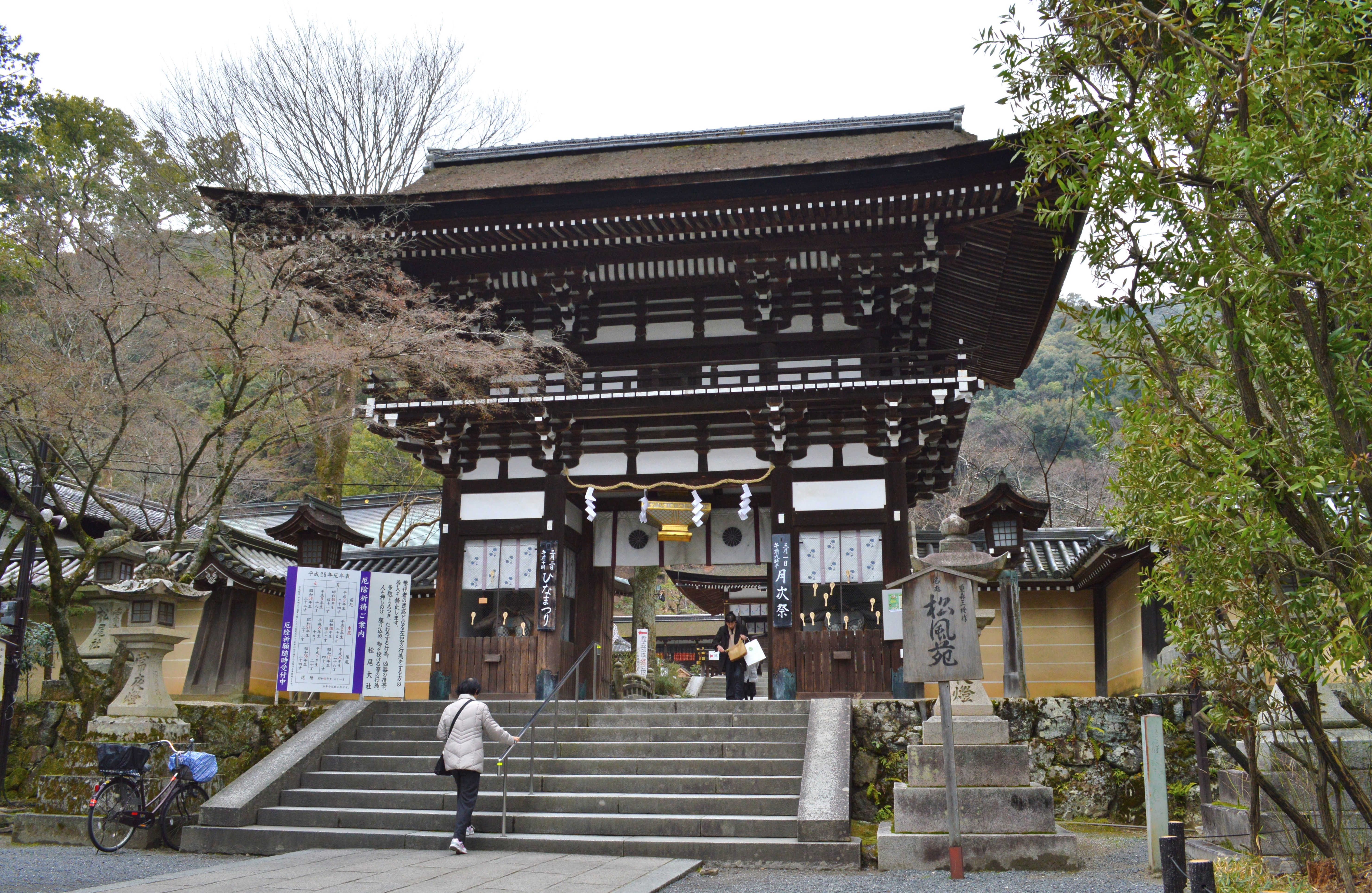
楼門
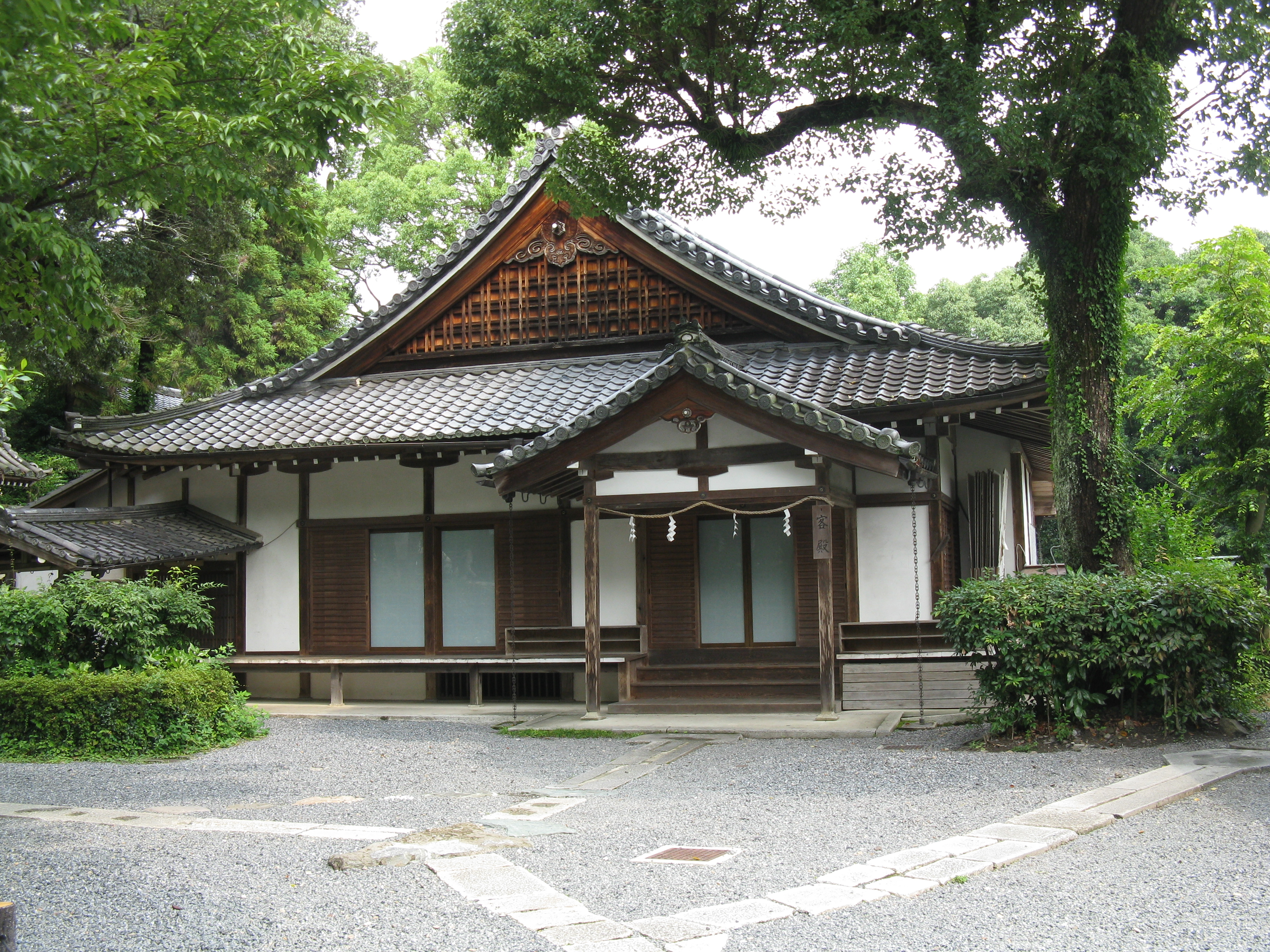
客殿
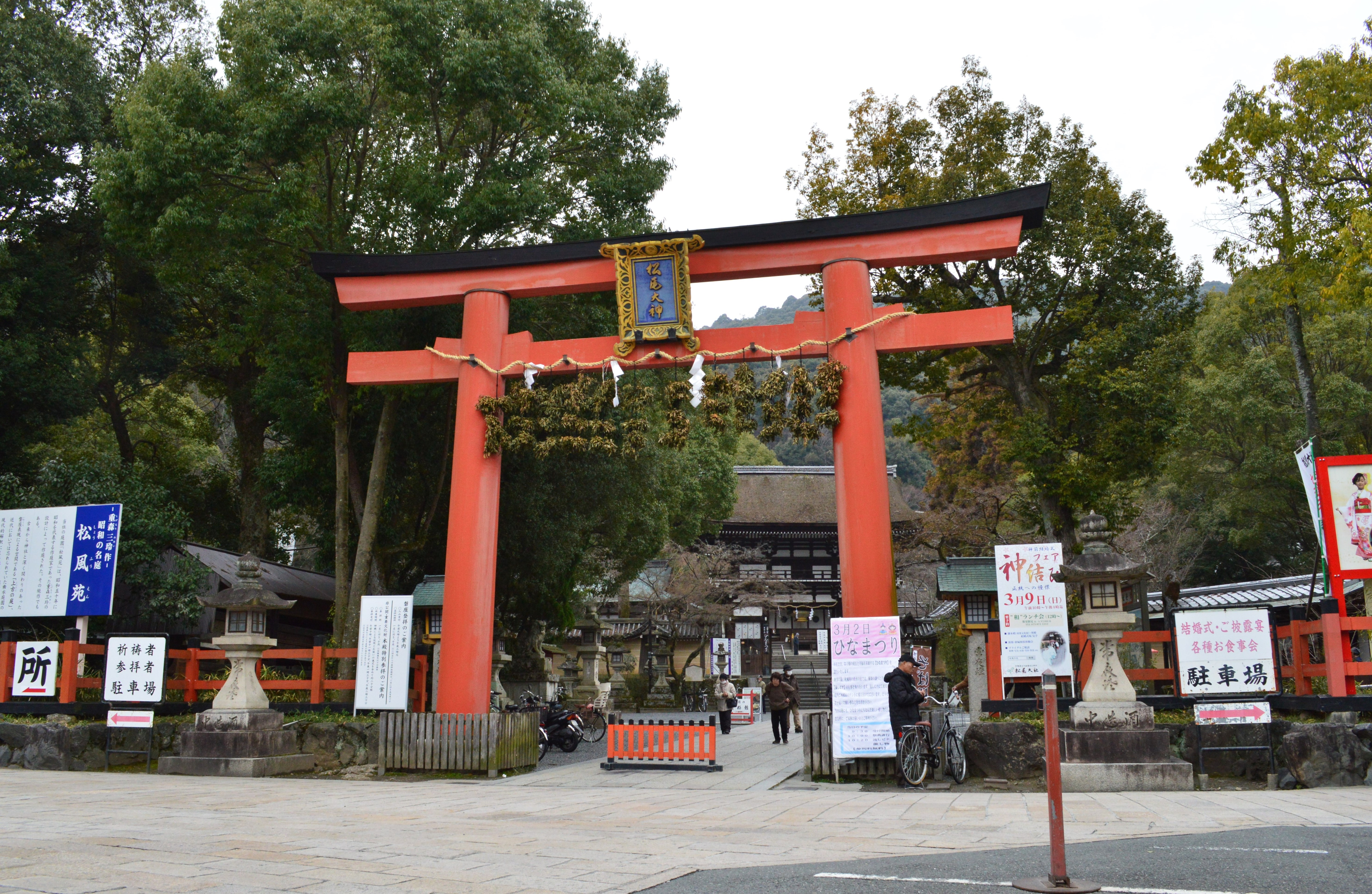
鳥居

### 亀の井

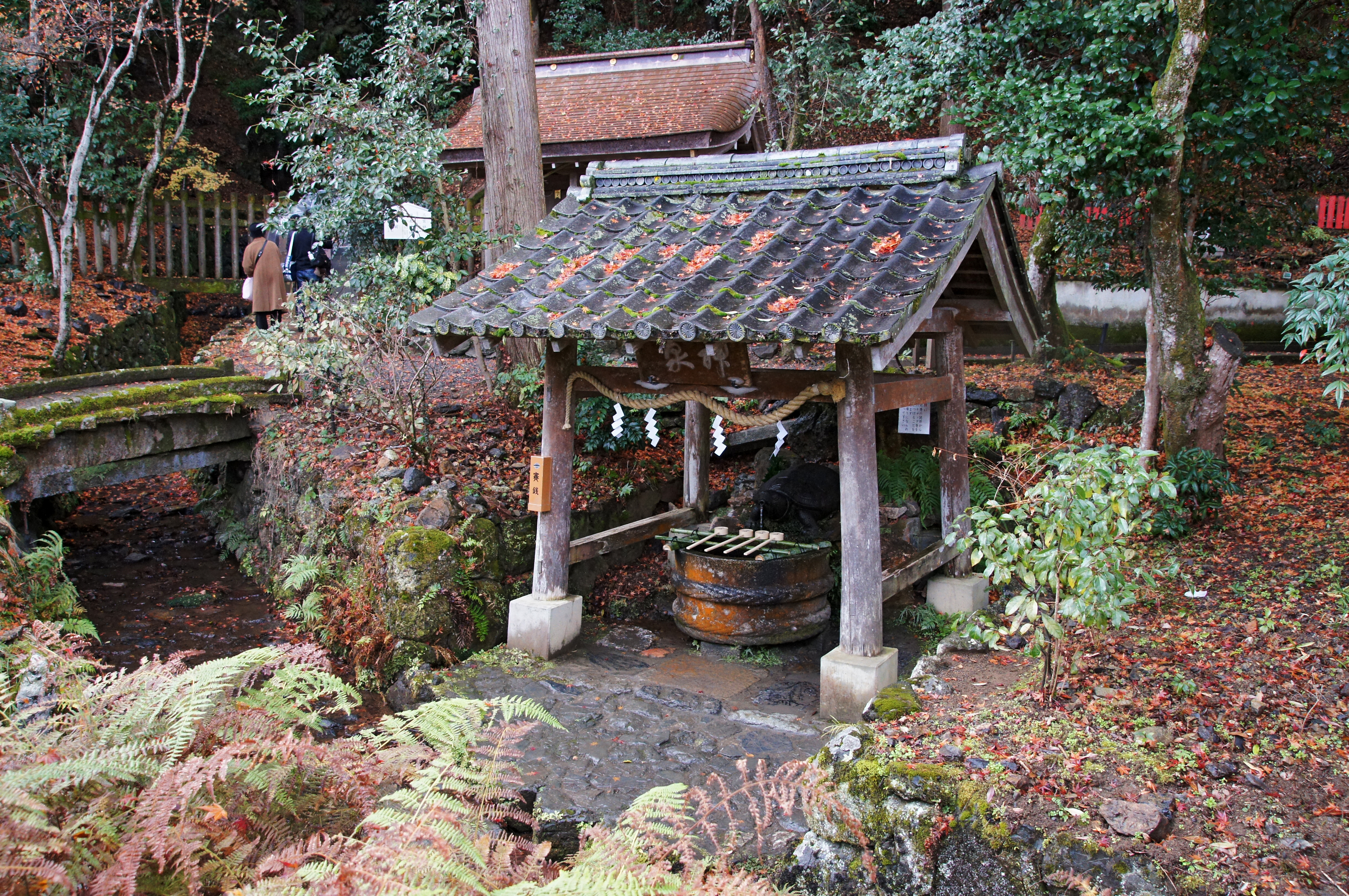
亀の井

大社の社殿背後には、「亀の井（かめのい）」と称される松尾山からの湧水の泉がある。この亀の井の水を酒に混ぜると腐敗しないといい、醸造家がこれを持ち帰って混ぜるという風習が現在も残っている。松尾大社が酒の神として信仰されるのはこの亀の井に由来するもので、その信仰により全国に創立された松尾神の分社は1,280社にも及ぶという。
「亀の井」の名称は、松尾大社の神使が亀であることに由来するとされる。神社文書によれば、松尾神は大堰川を遡り丹波地方を開拓するにあたって急流では鯉に、緩流では亀に乗ったといい、この伝承により鯉と亀が神使とされたとされる。

### 御神蹟
大社背後の松尾山は、古くから神奈備として信仰された山とされる。その山頂付近は『秦氏本系帳』に祭神が降臨したと見える「松埼日尾/日埼岑」にあたるといわれ、かつては大杉谷に残る「御神蹟（ごしんせき）」と称される巨石を磐座として祭祀が行われたと伝える。

### 松風苑
境内には「松風苑（しょうふうえん）」として、1975年（昭和50年）に完成した庭園が広がる。松風苑は主に3種類の庭園からなり、それぞれ「上古の庭」は上古風に磐座を模した庭園、「曲水の庭」は平安時代風に清流が流れる様を模した庭園、「蓬莱の庭」は鎌倉時代風に蓬莱島を模した庭園となっている。さらには、当初の計画にはなく即興で制作した「即興の庭」もある。これらは近代の作庭家の重森三玲最晩年の作でその代表的なものであり、昭和の日本庭園を代表するものの1つとされる。使用されている庭石はすべて徳島県の緑泥片岩である。

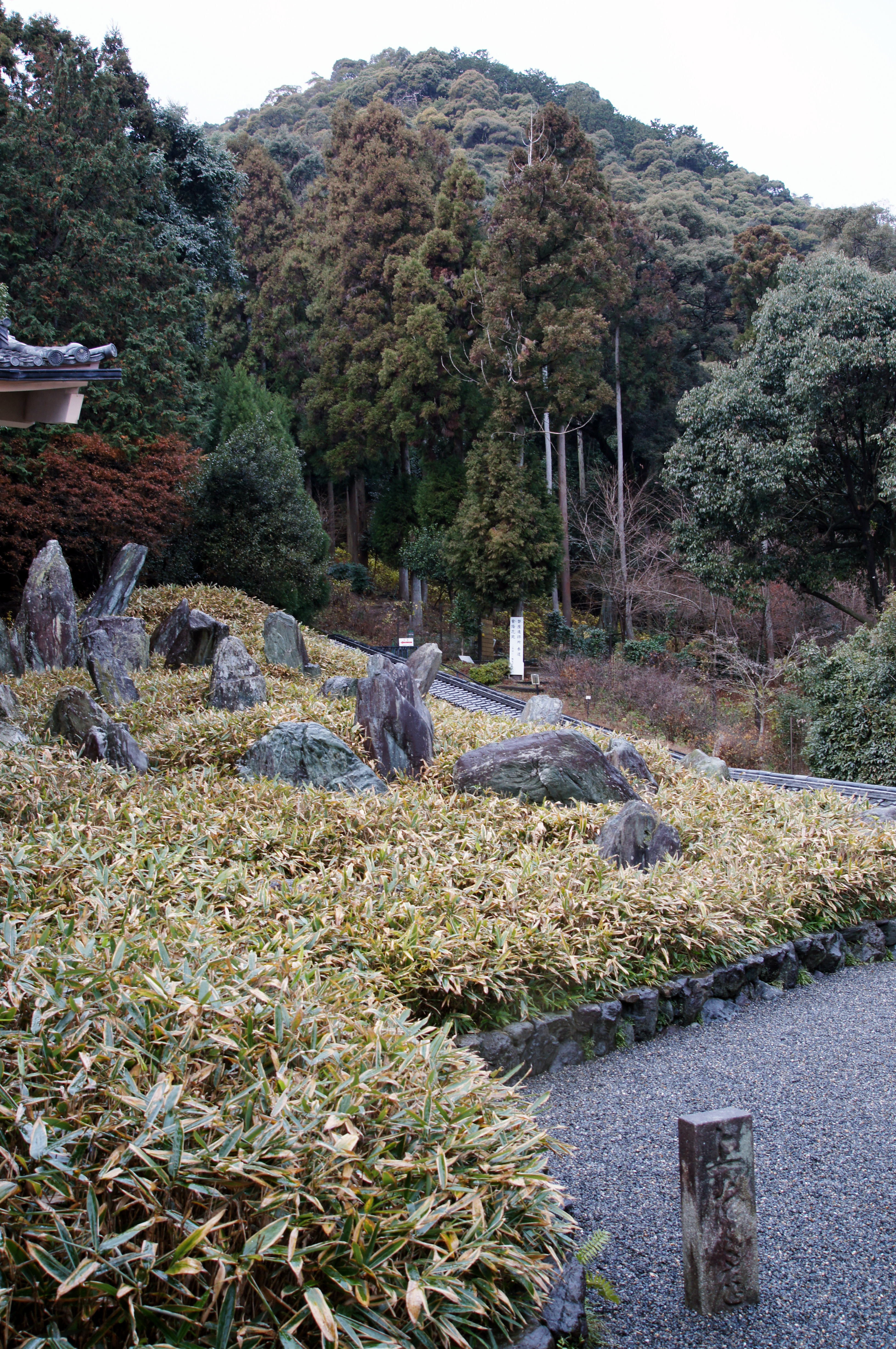
上古の庭
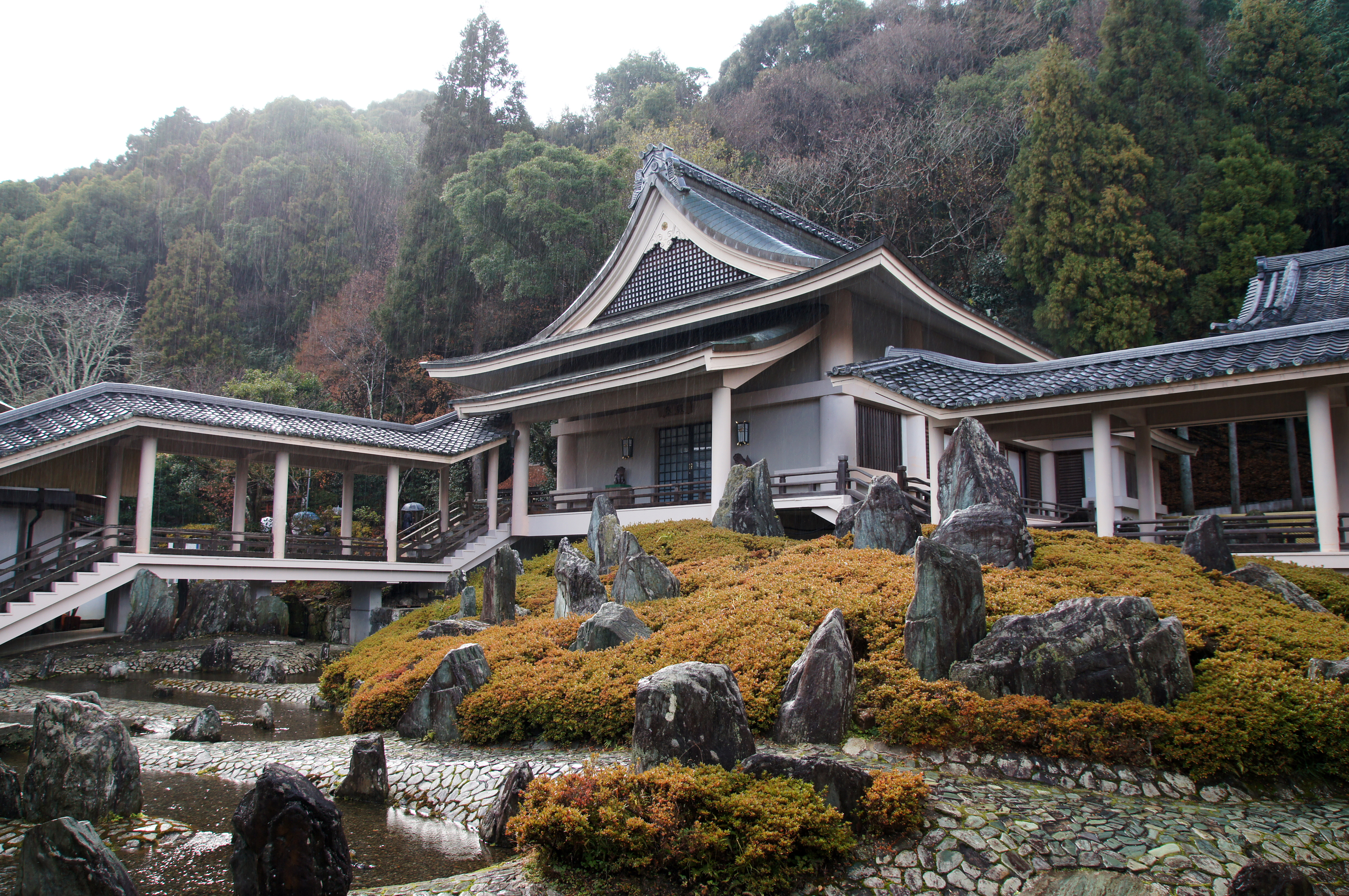
曲水の庭
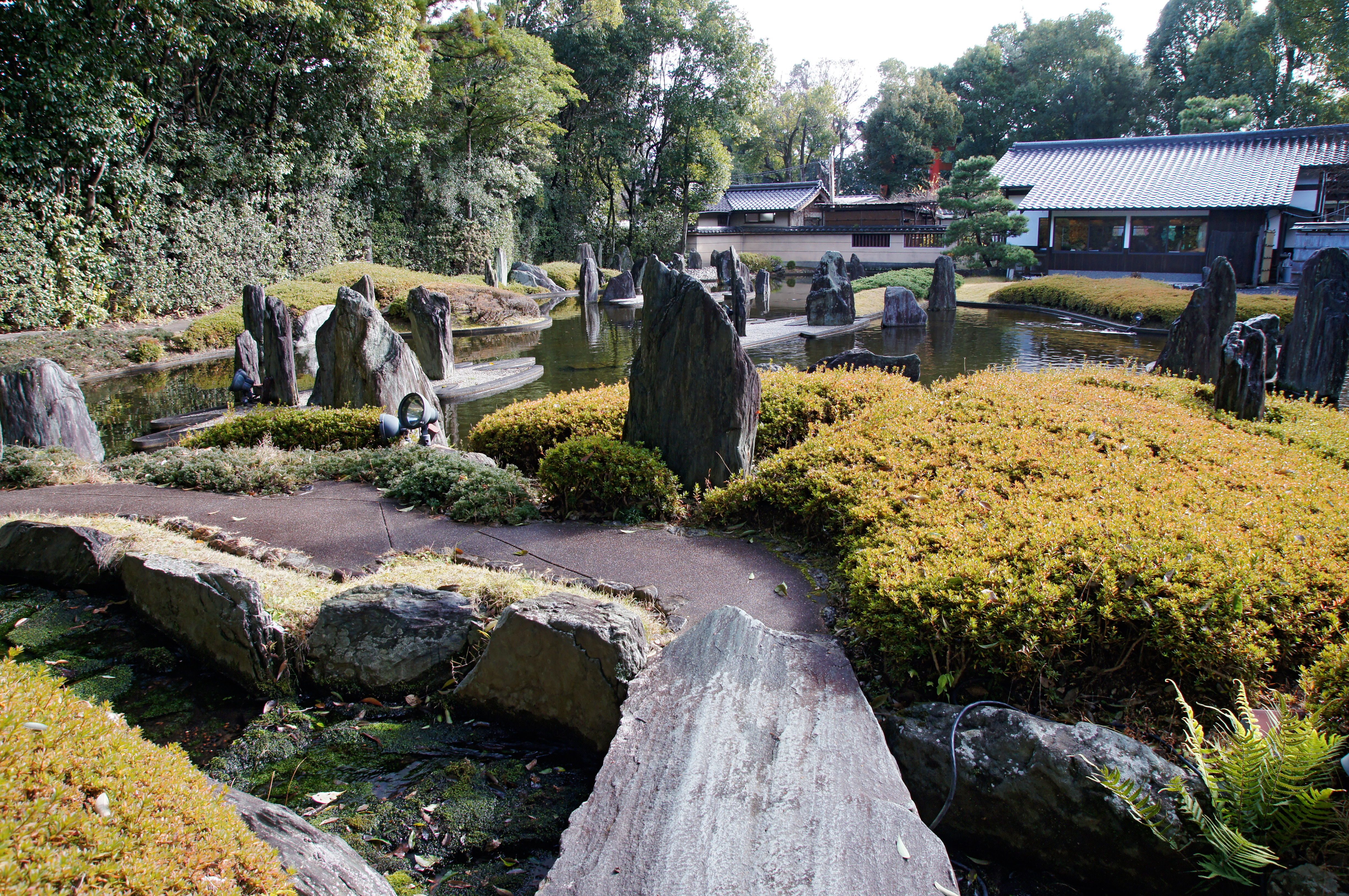
蓬莱の庭

### 概観
- 本殿（重要文化財） - 応永4年（1397年）再建。天文11年（1542年）大改修。
- 神庫
- 釣殿
- 回廊 - 嘉永4年（1851年）改築。
- 中門 - 嘉永4年（1851年）改築。
- 北清門 - 嘉永4年（1851年）改築。
- 南清門 - 嘉永4年（1851年）改築。
- 拝殿
- 相生の松
- 幸運の撫で亀 - 亀は当社の神使である。
- 幸運の双鯉 - 鯉も当社の神使である。
- 神輿庫 - 元々は神庫があった所に建っていたが文久3年（1863年）に現在地に移築。奉納された酒樽が高く積まれている。
- 楼門 - 寛文7年（1667年）棟上げ。
- 北門
- 参集殿
- 社務所
- 神饌所 - 献上される神饌はここで調理される。
- 亀の井
- 霊亀の滝 - 滝御前の後ろにある。
- 葵殿
- 庭園「曲水の庭」 - 松風苑の一つ。1975年（昭和50年）に重森三玲による築庭。
- 松興館
- 神像館 - 重要文化財の木造神像3躯などが安置されている。
- 庭園「即興の庭」 - 松風苑の一つ。1975年（昭和50年）に重森三玲による築庭。
- 庭園「上古の庭」 - 松風苑の一つ。1975年（昭和50年）に重森三玲による築庭。
- あじさい苑
- 客殿
- 瑞翔殿
- 庭園「蓬莱の庭」 - 松風苑の一つ。1975年（昭和50年）に重森三玲による築庭。
- お酒の資料館
- 車祓所
- 鳥居 - 掛けられている額「松尾大神」は有栖川宮幟仁親王の筆。

## 摂末社
摂末社は、摂社2社（いずれも境外社）・末社数社（うち境内7社）。中でも月読社・櫟谷社は本社と合わせて「松尾三社」と称され、これに宗像社・三宮社・衣手社・四大神社を加えた7社は「松尾七社」と称される。

### 摂社
月読神社（月讀神社）

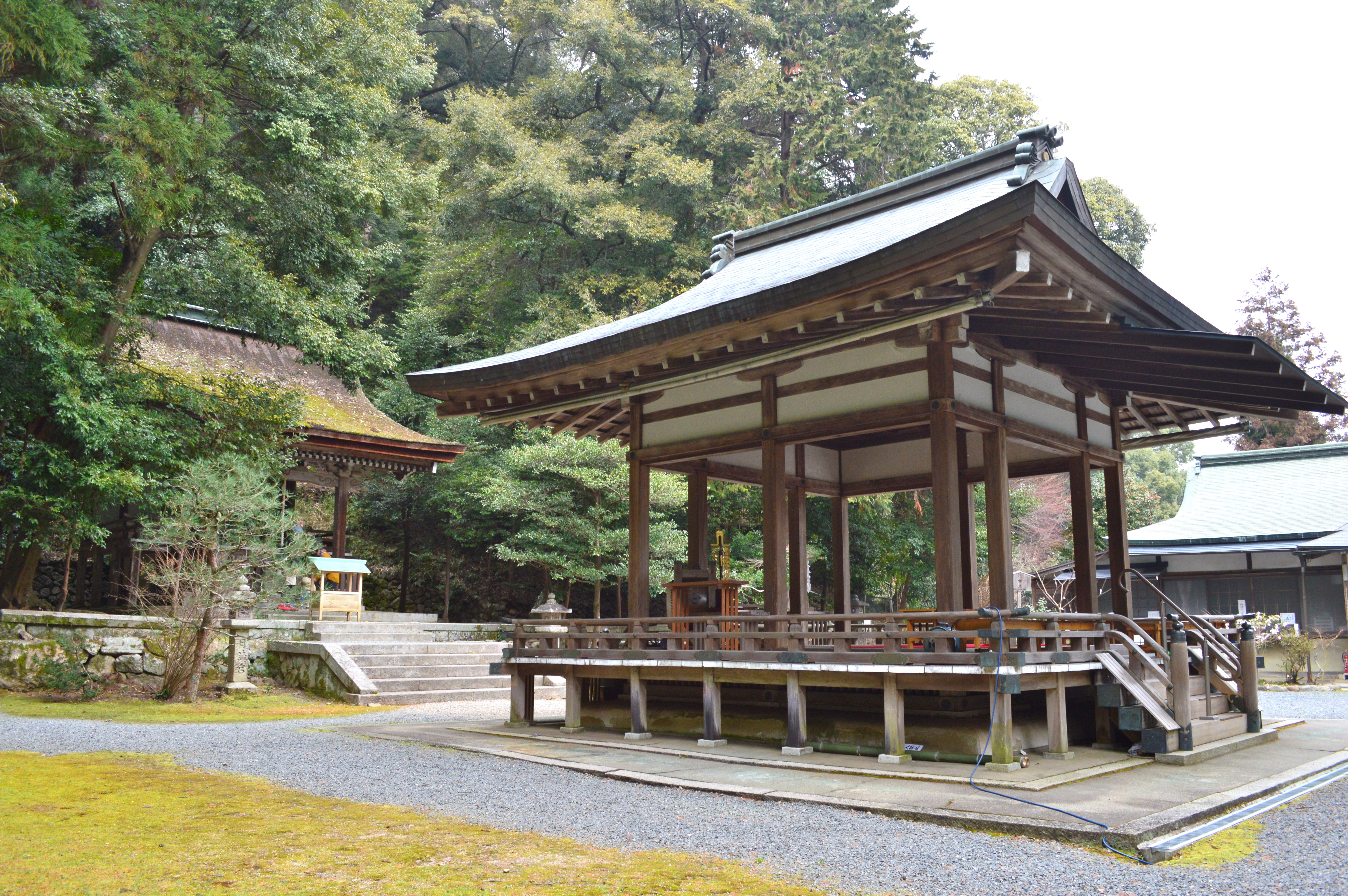
月読神社（松室）

- 鎮座地：京都市西京区松室山添町（北緯34度59分47.55秒 東経135度41分9.79秒 / 北緯34.9965417度 東経135.6860528度）
- 祭神：月読尊
- 社格：式内名神大社「葛野坐月読神社」
- 例祭：10月3日
- 境内社：御船社、聖徳太子社

「つきよみじんじゃ」。松尾七社の一社で、松尾三社の一社。松尾大社の南約400メートルの地に鎮座する。
『日本書紀』では顕宗天皇3年という歴史的に早い段階で創建伝承が記載されるが、同記事において壱岐県主（壱岐氏）が奉斎したと見えることから、当地に移った壱岐氏により壱岐の月読神社（式内名神大社）から勧請されたと推定される。斉衡3年（856年）に現在地に移り、貞観元年（859年）には正二位に、延喜6年（906年）には、正一位に叙せられている。境内は京都市指定史跡に指定されている。詳しくは「月読神社 (京都市)」を参照。
櫟谷宗像神社

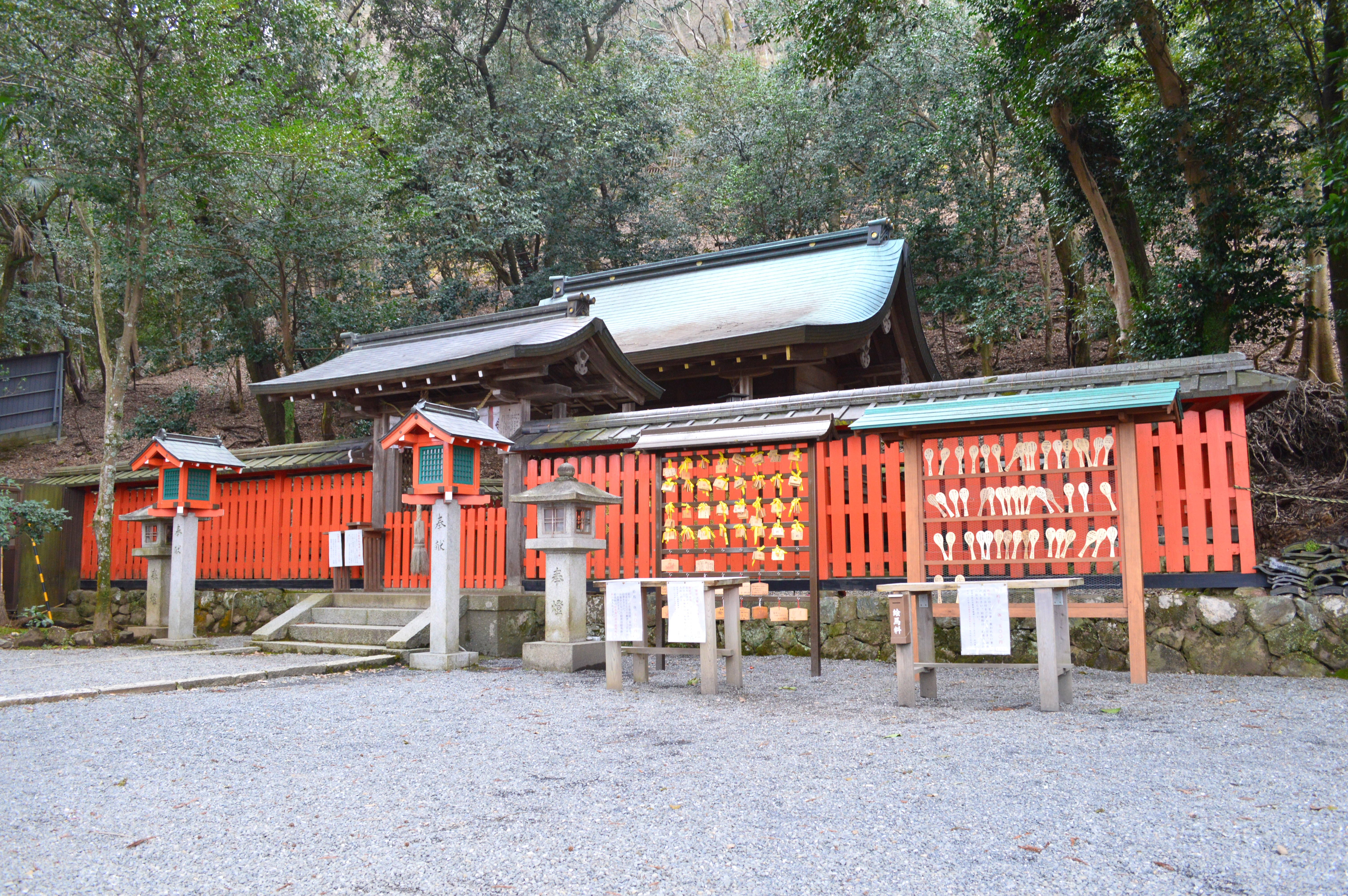
櫟谷宗像神社（嵐山）

- 鎮座地：京都市西京区嵐山中尾下町（北緯35度0分41.02秒 東経135度40分35.89秒 / 北緯35.0113944度 東経135.6766361度）
- 祭神：奥津島姫命（櫟谷）、市杵島姫命（宗像）
- 社格：式内社（櫟谷）、国史見在社（宗像）
- 例祭：1月3日

「いちたにむなかたじんじゃ/いちいだにむなかたじんじゃ」。松尾大社北方の渡月橋南橋詰付近に、櫟谷社・宗像社の2社が1殿に鎮座する。櫟谷社・宗像社いずれも松尾七社の一社で、特に櫟谷社は松尾三社の一社である。
桂川が保津峡を出た場所に鎮座しており、当地が水に関わる聖地と見なされ地主神として祀られたのが両社の始まりと推測される。櫟谷神は嘉祥元年（848年）に従五位下、貞観10年（868年）に正五位下に昇叙されている。また、貞観12年（870年）には両社含め数社に新鋳銭が奉納されたと見える。詳しくは「櫟谷宗像神社」を参照。

### 末社

#### 境内社
- 北末社
  - 三宮社（さんのみやしゃ） - 祭神：玉依姫命。松尾七社の一社[1]。
  - 四大神社（しのおおかみのやしろ） - 祭神：春若年神、夏高津日神、秋比売神、冬年神。松尾七社の一社[1]。
  - 滝御前（たきごぜん） - 祭神：罔象女神。
- 南末社
  - 衣手社（ころもでしゃ） - 祭神：羽山戸神。松尾七社の一社[1]。
  - 一挙社（いっきょしゃ） - 祭神：一挙神。室町時代にはすでに鎮座する[1]。
  - 金刀比羅社（ことひらしゃ） - 祭神：大物主神。
  - 祖霊社（それいしゃ） - 松尾社ゆかりの功績者を祀る。

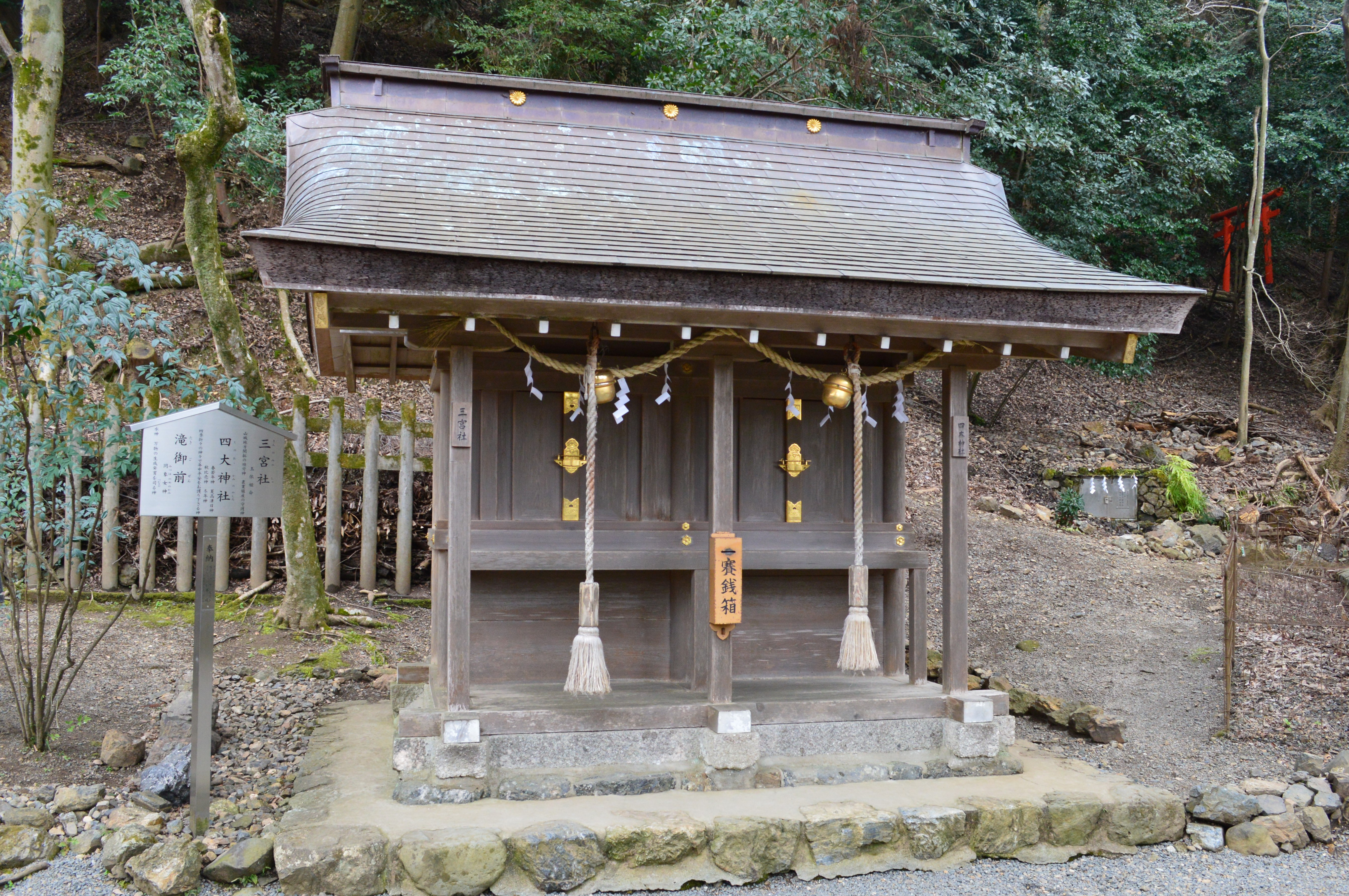
北末社のうち2社 （左から）三宮社、四大神社。
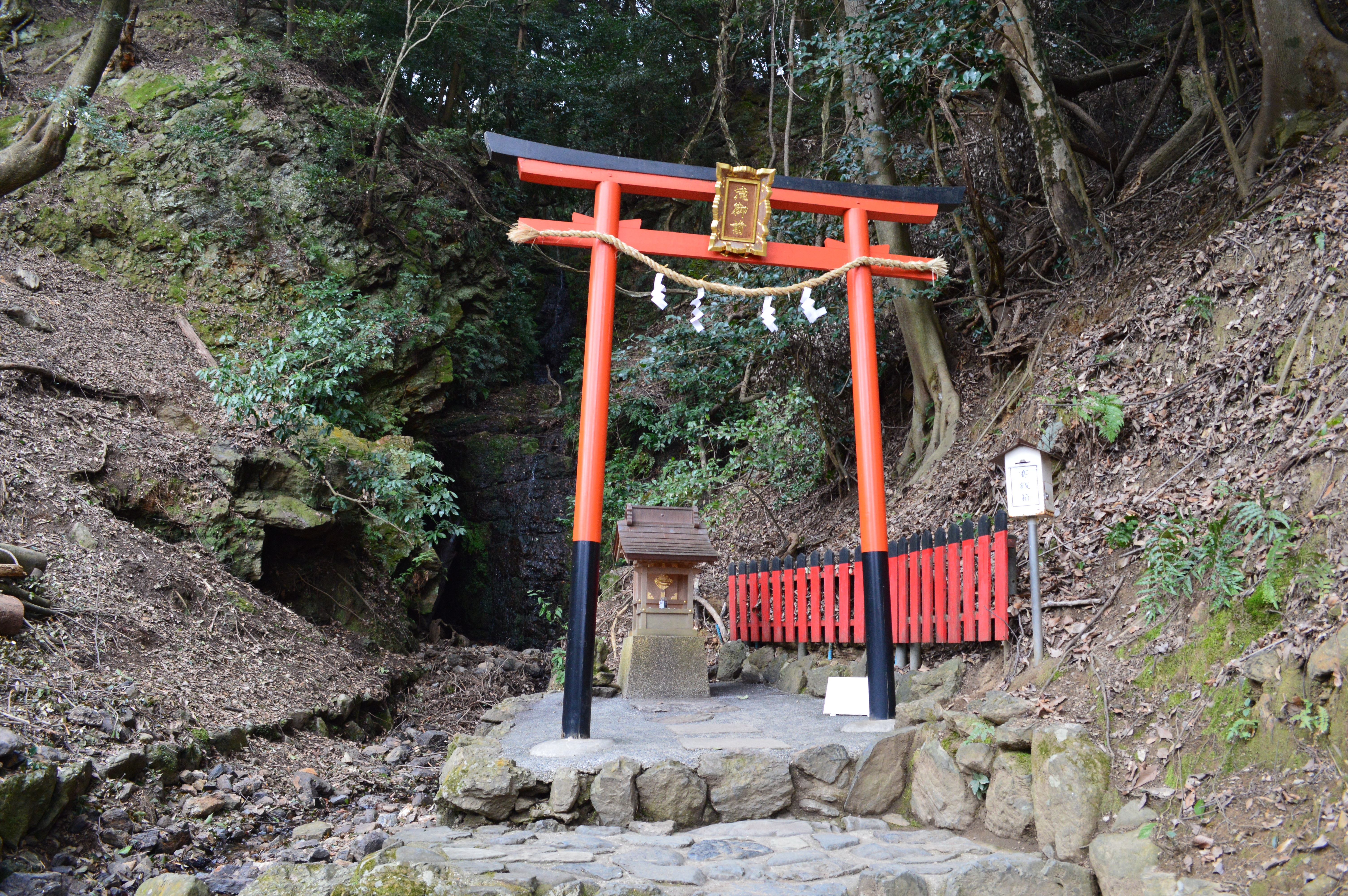
北末社の滝御前
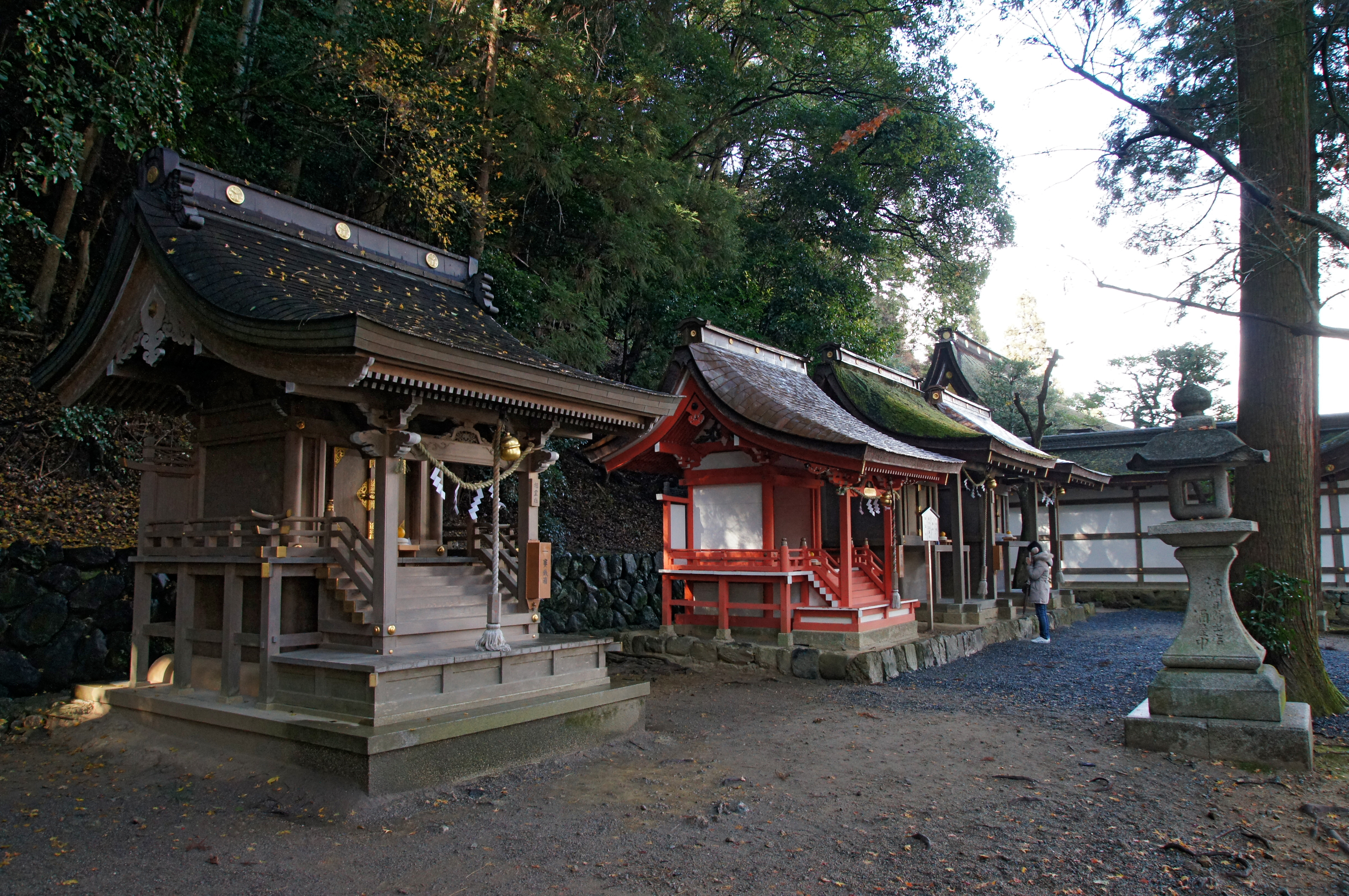
南末社4社 （左から）祖霊社、金刀比羅社、一挙社、衣手社。

#### 境外社・御旅所
- 三宮神社（川勝寺三宮神社）

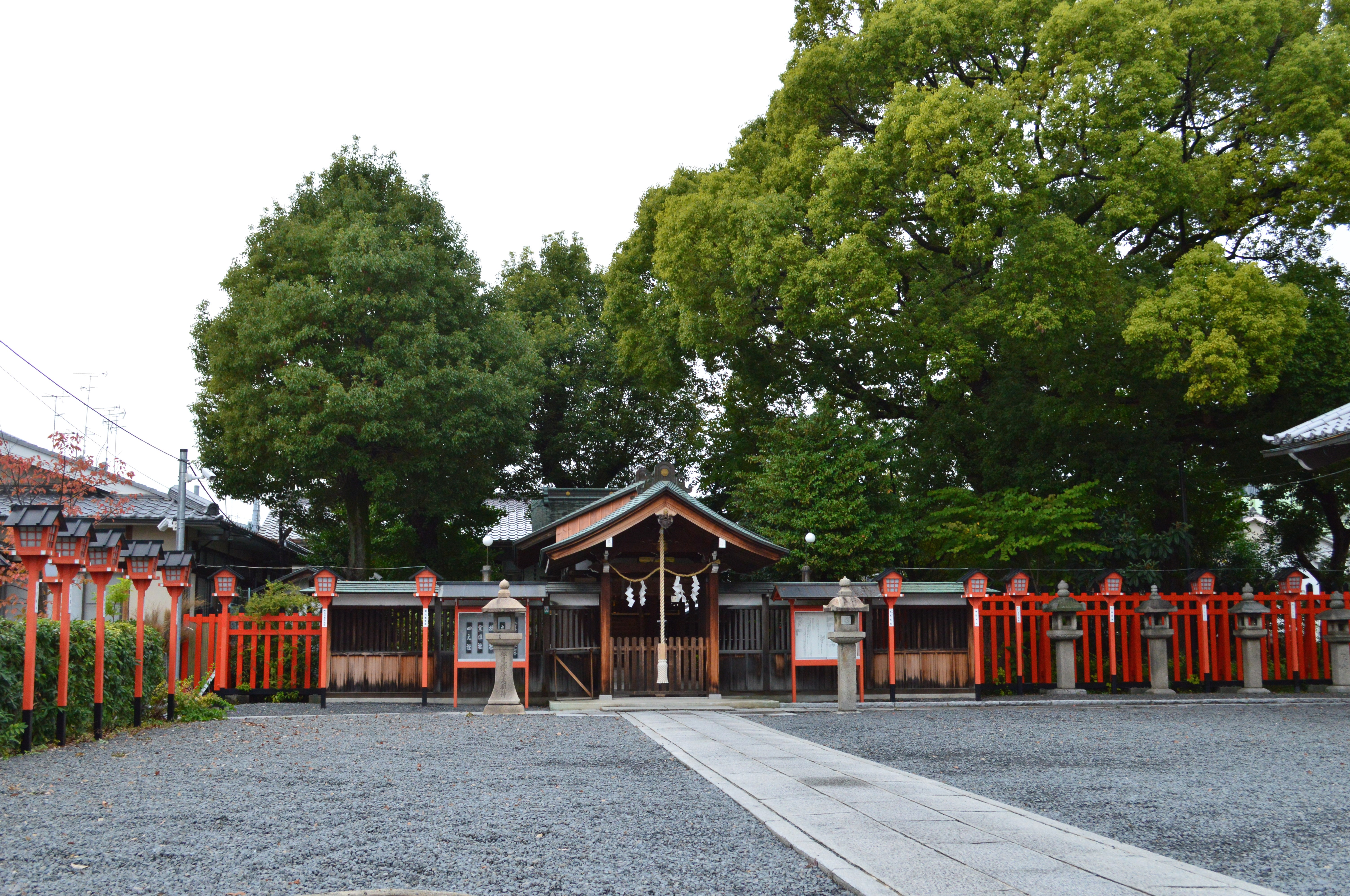
西七条御旅所
（下京区西七条南中野町）

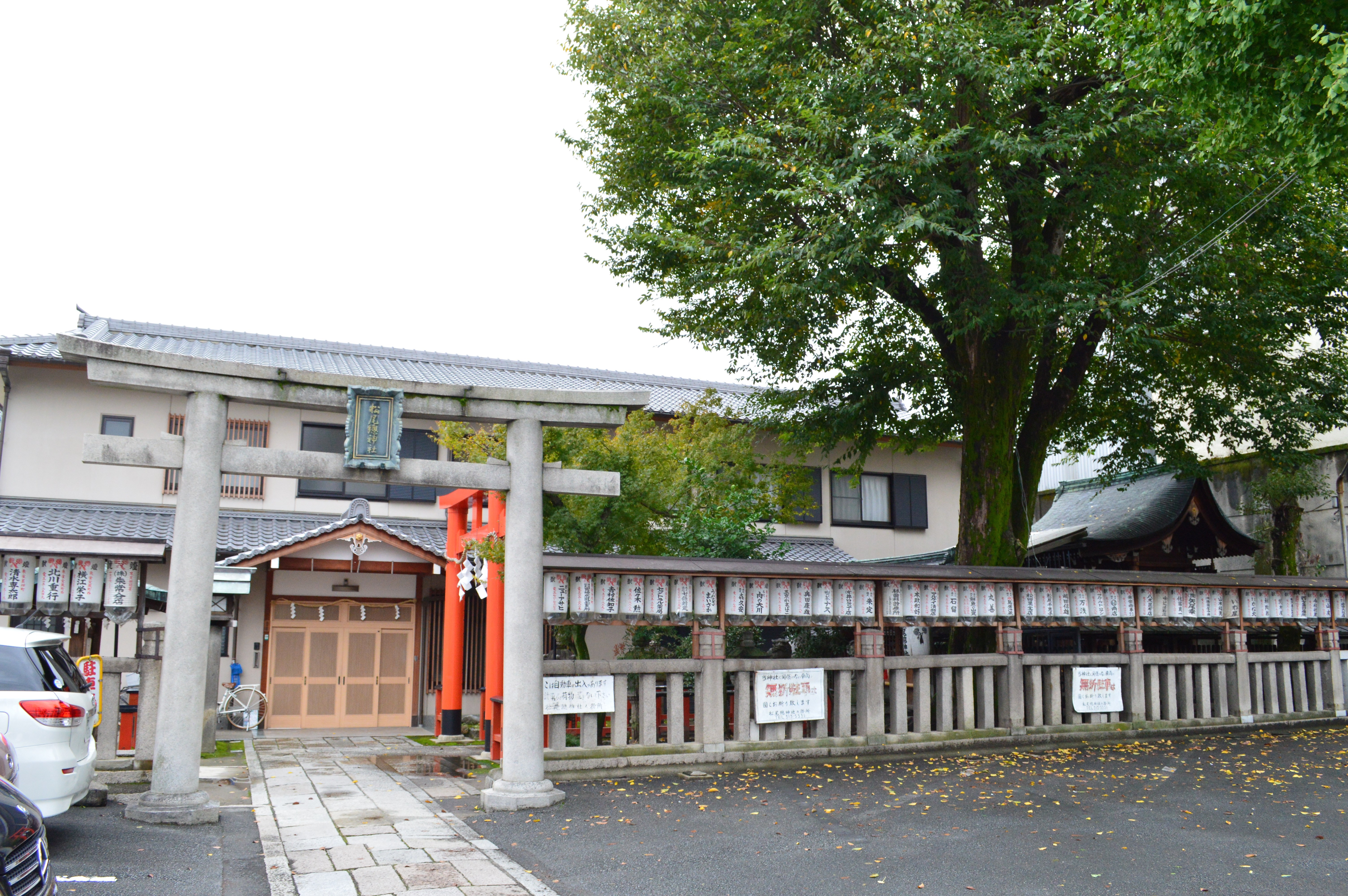
朱雀御旅所（松尾総神社）
（下京区朱雀裏畑町）

  - 鎮座地：京都市右京区西京極北裏町（旧・川勝寺村、北緯34度59分27.16秒 東経135度43分19.82秒 / 北緯34.9908778度 東経135.7221722度）
  - 祭神：玉依姫命、大山祇神、酒解神
  - 境内社：道祖神社 - 古い由緒は不詳。元々の祭神は玉依姫命であり、その後に他2柱が合祀されたため「三宮」と称したというが、定かではない。古くから松尾大社神幸祭に際しては、大社境内の三宮神社の御旅所となる。1953年（昭和28年）9月に松尾大社末社に定められた。[1]
- 衣手神社（郡衣手神社）
  - 鎮座地：京都市右京区西京極東衣手町（北緯34度59分52.54秒 東経135度42分37.65秒 / 北緯34.9979278度 東経135.7104583度）
  - 祭神：玉依姫命、羽山戸神
  - 境内社：野々宮神社、諏訪社、幸之神社、八王子社、山王神社 - 古い由緒は不詳。神社付近は歌枕「衣手の森」に比定される。1875年（明治8年）に松尾大社境内の衣手神社から羽山戸神を合祀した。同年以後、松尾大社神幸祭に際しては大社境内の衣手神社の御旅所となる。1878年（明治11年）3月に無格社から松尾大社末社に定められ、社名も「三宮神社」から「衣手神社」に改めた。[1]
- 綱敷行衛天満宮 （つなしきゆきえてんまんぐう）
  - 鎮座地：京都市下京区西七条北東野町（北緯34度59分23.72秒 東経135度44分11.10秒 / 北緯34.9899222度 東経135.7364167度）
  - 祭神：菅原道真 - 綱敷天満宮に行衛天満宮を合祀したもので、社名の「綱敷」は菅原道真が筑紫左遷の際に御座の代わりに綱を敷いたことに、「行衛」は神社前南北の靱負通（ゆきえどおり）に由来するという。[1]
- 西七条御旅所
  - 鎮座地：京都市下京区西七条南中野町（北緯34度59分17.55秒 東経135度44分9.39秒 / 北緯34.9882083度 東経135.7359417度）
  - 祭神：松尾大神
  - 境内社：武御前社 - 松尾大社神幸祭の際の御旅所。御旅所についてはすでに平安時代末期の史料に見える。元々西七条には3か所の御旅所があったが、明治に入り現在地に定められたという。江戸時代には200石の朱印地が授けられている。戦前までは能舞台があり、その舞台では能狂言が奉納されたという。[1]
- 朱雀御旅所（松尾総神社）
  - 鎮座地：京都市下京区朱雀裏畑町（北緯34度59分19.63秒 東経135度44分26.91秒 / 北緯34.9887861度 東経135.7408083度）
  - 祭神：月読尊 - 松尾大社還幸祭の際の御旅所[1]。月読尊を祀ることから、月読神社で元々行われていた独自祭祀が松尾大社の祭礼に吸収された結果、現在のように松尾祭の御旅所として機能するに至ったとする説がある[10]。

そのほか、松尾大社編『松尾大社』では月読神社境内の御船社を松尾大社末社と記し、『式内社調査報告』では西七条御旅所境内の武御前社、三宮神社境内の道祖神社も末社に挙げる。また、渡月橋北詰の大井神社も古くは松尾大社と関係があったとされる。

## 祭事
松尾大社は酒造りの神様として、全国の醸造関係者からの信仰を集めている。酒造りは「卯の日」にはじまり「酉の日」に完了するという習慣があり、毎年11月の「上の卯の日」に醸造安全を祈願する「上卯祭」、4月の「中の酉の日」には、醸造完了に感謝する「中酉祭」が行われる。
「上卯祭」には、全国から酒類・味噌・醤油・酢等の醸造関係者が参拝に訪れ、お酒造りを始めるという慣わしになっている。

### 松尾祭
- 神幸祭 （4月20日以降の第1日曜）
- 還幸祭 （神幸祭3週間後の日曜）

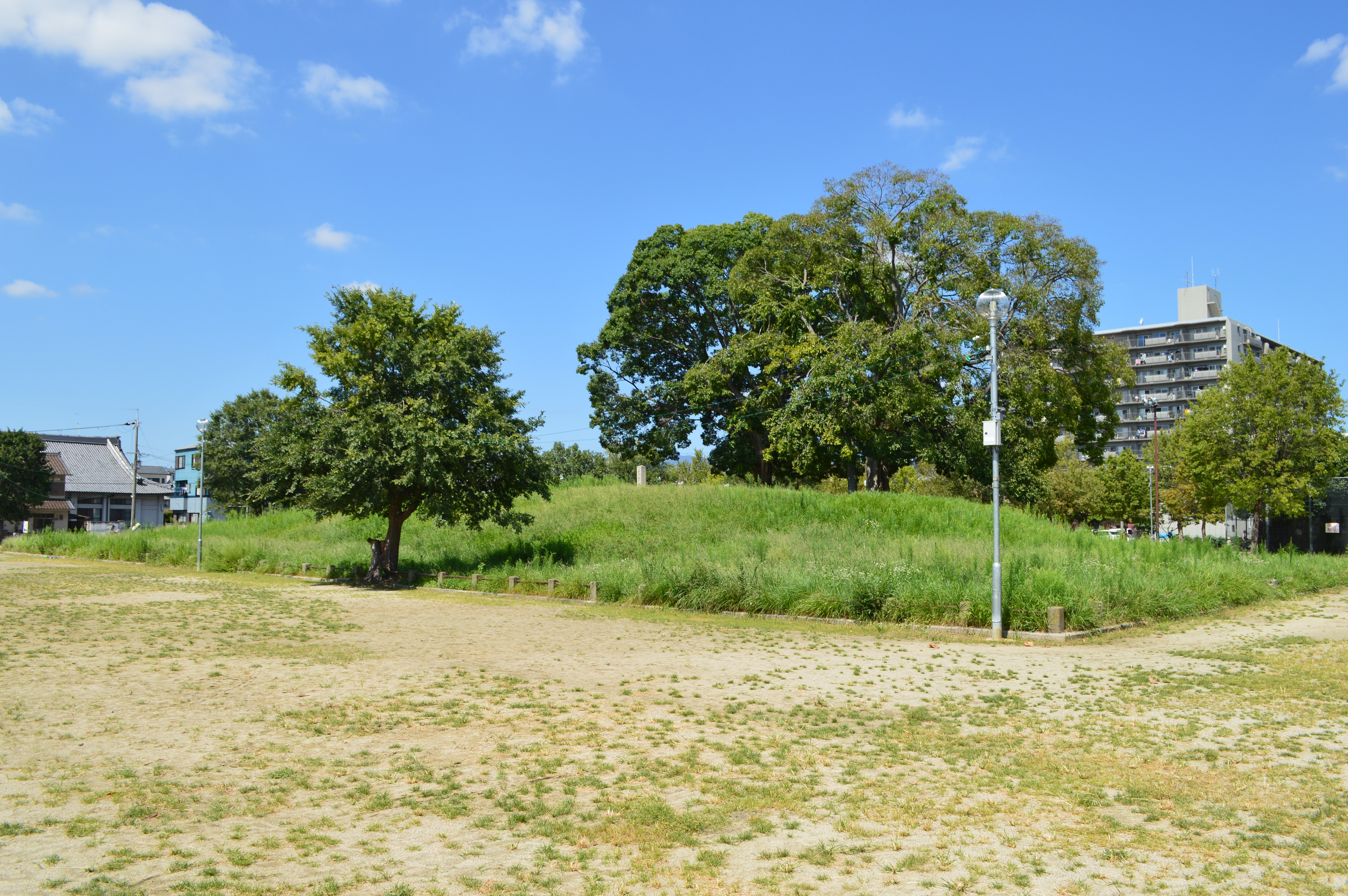
西寺跡（南区唐橋西寺町）

4月下旬から5月中旬に行われる神幸祭・還幸祭は、それぞれ「おいで」「おかえり」と称され、併せて「松尾祭（まつのおまつり）」や「松尾の国祭」とも総称される。かつては3月中卯日に出御・4月上酉日に還幸であったが、明治以降は4月下卯日に出御・5月上酉日に還幸となり、現在では上記日付で行われる。この松尾祭は『江家次第』によれば貞観年間（859年-877年）に始まったといい、『延喜式』において祭の様式が定められている。応仁の乱以後は衰退があったものの、その後再興を経て現在まで続いている。
祭では、まず神幸祭前日に摂社月読神社境内の御船社において、船渡御の安全祈願を行う。そして神幸祭では、松尾七社のうち月読社以外6社の神霊を神輿に、月読社の神霊のみを唐櫃に遷し、拝殿を3周したのちに月読社を先頭として松尾大社を出発する。境内を出た一行は桂川を船で渡り、河原の斎場において各神に古例の団子神饌を献じる。その後衣手社神輿を郡衣手神社に、三宮社神輿を川勝寺三宮神社に、ほか5社の神輿・唐櫃を西七条御旅所に移し、それぞれの地で3週間とどめる。
次に還幸祭では、上記3ヶ所の神輿・唐櫃が唐橋の「旭日の杜」（西寺跡）に集められ、赤飯座の特殊神饌を献じて祭典を行う。さらに朱雀御旅所（松尾総神社）に移し祭典を行ったのち、松尾橋を渡って本社に到着、拝殿を周り祭典を行って一連の祭を終了する。この還幸祭は、本殿・楼門のほか各御旅所の本殿、神輿、神職の冠・烏帽子まで葵と桂で飾ることから、特に「葵祭」と称されている。同名の祭としては賀茂別雷神社・賀茂御祖神社の葵祭（賀茂祭）が有名であるが、松尾祭でも古くから葵鬘が使用されたことは『江家次第』に見える。平安時代にはすでに松尾・賀茂両社で似た祭が行われていたことから両社の祭祀の共通性が指摘されるほか、同様の風習は伏見稲荷大社の稲荷祭でも見られることからこれら3社まで拡げた祭祀共通性も指摘される。
上記のように松尾祭では神輿が西寺跡まで渡御するが、これに対して伏見稲荷大社の稲荷祭では同社の神輿が東寺まで渡御することが対称的な事象として知られる。このことと松尾大社・伏見稲荷大社の氏子区域が千本通（旧平安京朱雀大路に重複）を境とすることとを考え合わせ、松尾祭・稲荷祭の祭礼形態が古くから対称的な関係にあるとし、少なくとも西寺が機能した平安時代後期まで遡りうるとする説が挙げられている。

### 山吹まつり

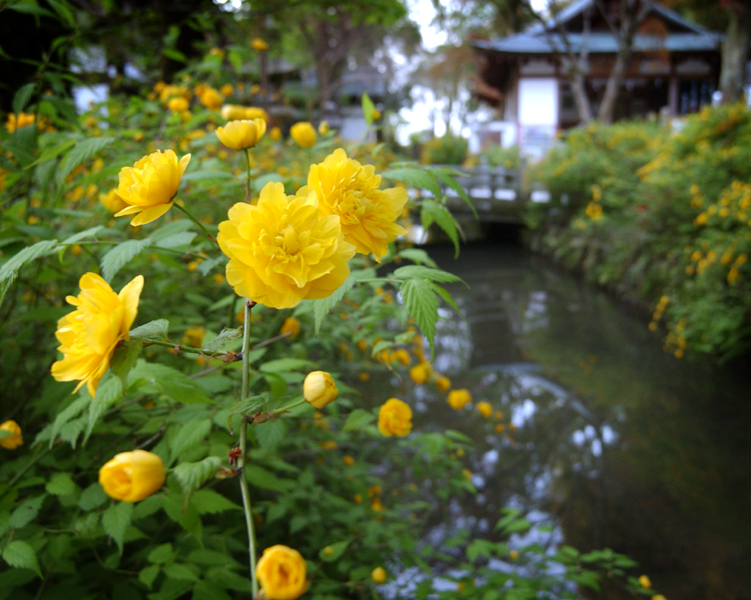
松尾大社の山吹

松尾大社は山吹の名所としても知られている。毎年4月か5月にかけて行われる山吹まつりでは、約3000株の山吹の花が境内や参道を彩る。
1998年（平成10年）には、山吹を冠する「女神輿やまぶき会」が結成された。毎年9月の第一日曜日に行われる八朔祭と同日に、女性たちによる神輿の巡幸が行われている。

## 文化財

### 重要文化財（国指定）

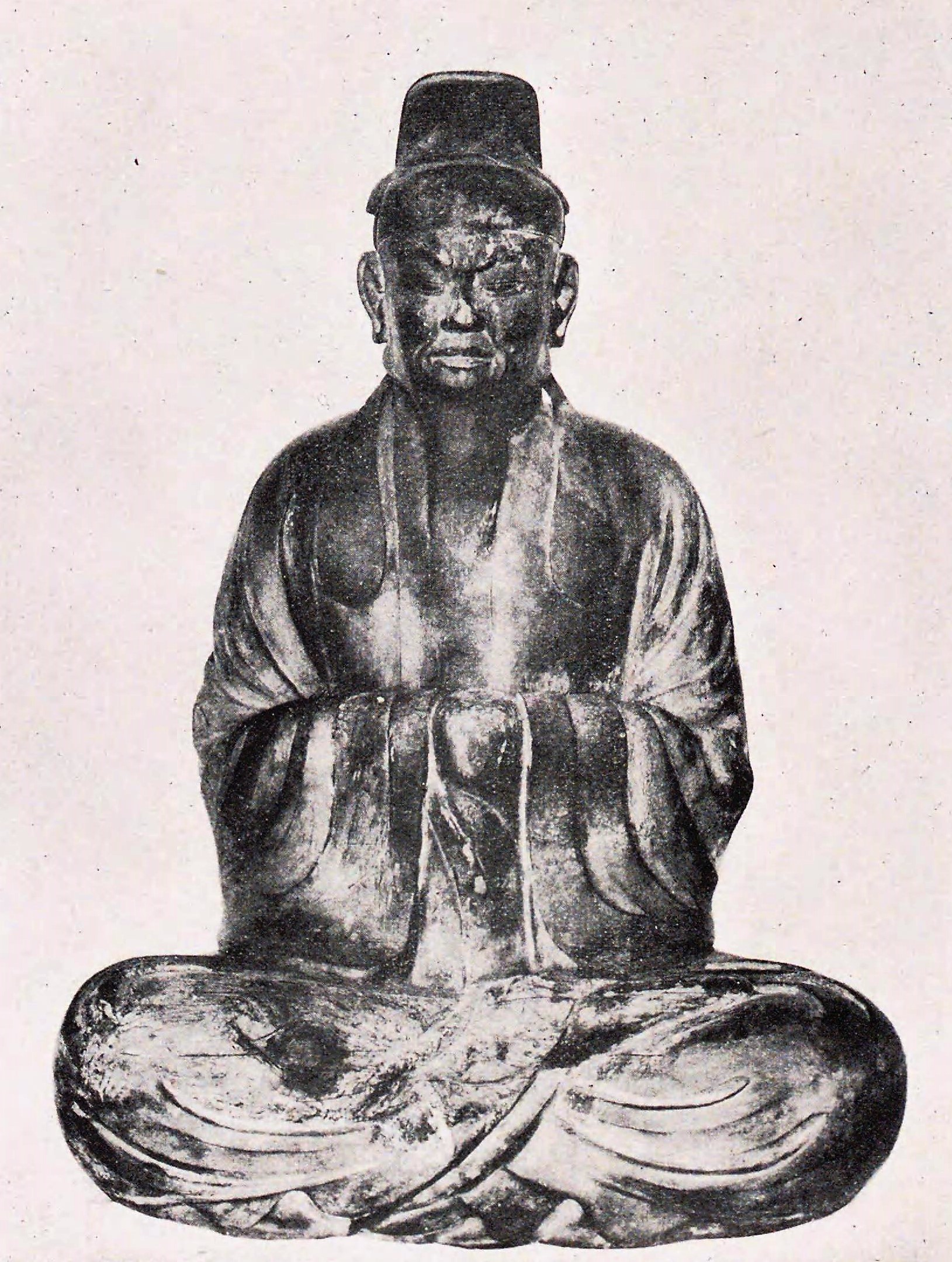
木造男神坐像（重要文化財）

- 本殿（建造物） - 明治40年8月28日指定[32][33][18]。
- 木造神像 3躯（男神坐像2・女神坐像1）（彫刻） - 松尾大社に伝わる3躯の神像。いずれも平安時代の作とされ、日本に現存する神像では最古に属する。老年男神像は大山咋神、女神像は中津島姫命、壮年男神像は月読尊にあたると伝えるが不詳。現在はいずれも松尾大社宝物館（神像館）に保管・展示されている。明治40年5月27日指定。[32][34][35][1]

### 京都府指定文化財
- 有形文化財
  - 木造神像 16躯（彫刻）
    - 女神坐像 7躯
    - 男神像 7躯
    - 僧形神像 2躯
    - （附 神像形 2躯）

平安時代後期から鎌倉時代の作になる神像群である。これらの像は松尾大社の摂社・末社に安置されていたもので、月読社に女神像1躯、櫟谷宗像社に女神像2躯と神像形1躯、三宮社に女神像1躯、衣手社に男神像1躯、四大神社に男神像2躯、一挙社に男神像1躯、金刀比羅社に女神像1躯が伝えられていた。その他の神像の伝来は明らかでない。
いずれの神像も構造は一木造で、多くは木心を含む。これらのうち、特に月読社旧安置の女神坐像は保存状態も良く、平安時代後期を代表的する神像と評価される。また櫟谷宗像社旧安置の女神坐像の1躯は、康治2年（1143年）2月11日という全国の神像でも最古例に属する銘を有している。現在これらの神像は、重要文化財の神像とともに松尾大社宝物館（神像館）に所蔵・展示されている。平成25年3月19日指定。

### 京都市指定文化財
- 有形文化財
  - 紙本著色松尾大社絵図（古文書） - 室町時代前期の作。松尾山を背景に東方から見た松尾社周辺を描く。ただし、古代・中世いずれの時期の景観を描いたものかは明らかでない。京都国立博物館寄託。平成6年4月1日指定[38]。
- 史跡
  - 月読神社境内 - 月読神社（境外摂社）の境内。平成5年4月1日指定[39]。
- 天然記念物
  - 松尾大社のカギカズラ野生地 - 昭和59年6月1日指定[15]。

### 京都市登録文化財
- 無形民俗文化財
  - 松尾大社御田祭 - 昭和60年6月1日登録[40]。

## 前後の札所
神仏霊場巡拝の道
86 大原野神社　-　87 松尾大社　-　88 天龍寺

## 現地情報

### 所在地
- 京都府京都市西京区嵐山宮町3

### 付属施設
- 神像館 - 松尾大社所蔵の神像21体を展示。開館時間：9時 - 16時（日・祝日は16時30分）。

### 交通アクセス
- 鉄道
  - 阪急電鉄嵐山線 松尾大社駅 （徒歩すぐ）
- バス
  - 京都市営バス（京都駅から：嵐山大覚寺行き）で「松尾大社前」バス停下車 （下車後徒歩すぐ）
  - 京都バス（京都駅から：苔寺行き）で「松尾大社前」バス停下車 （下車後徒歩すぐ）